# Campo di concentramento di Mauthausen
(Aldo Carpi)

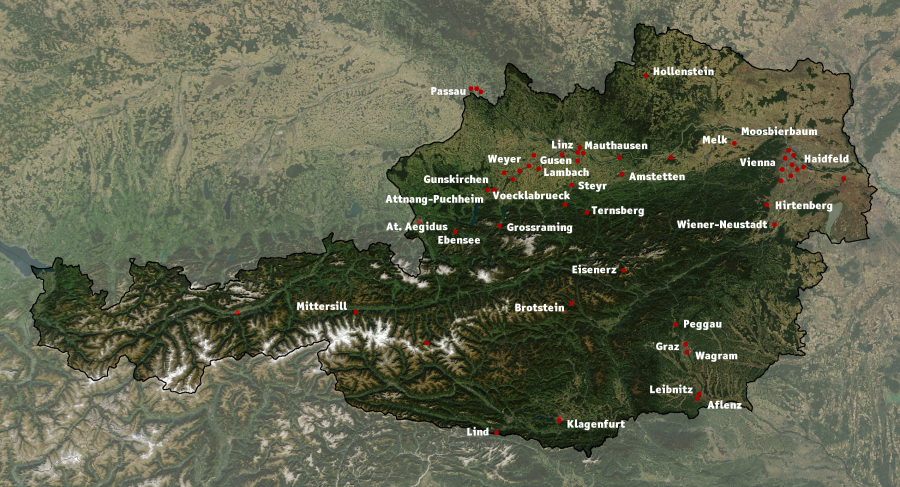
Mappa dell'Austria con l'ubicazione del campo di Mauthausen e di alcuni dei suoi sottocampi.

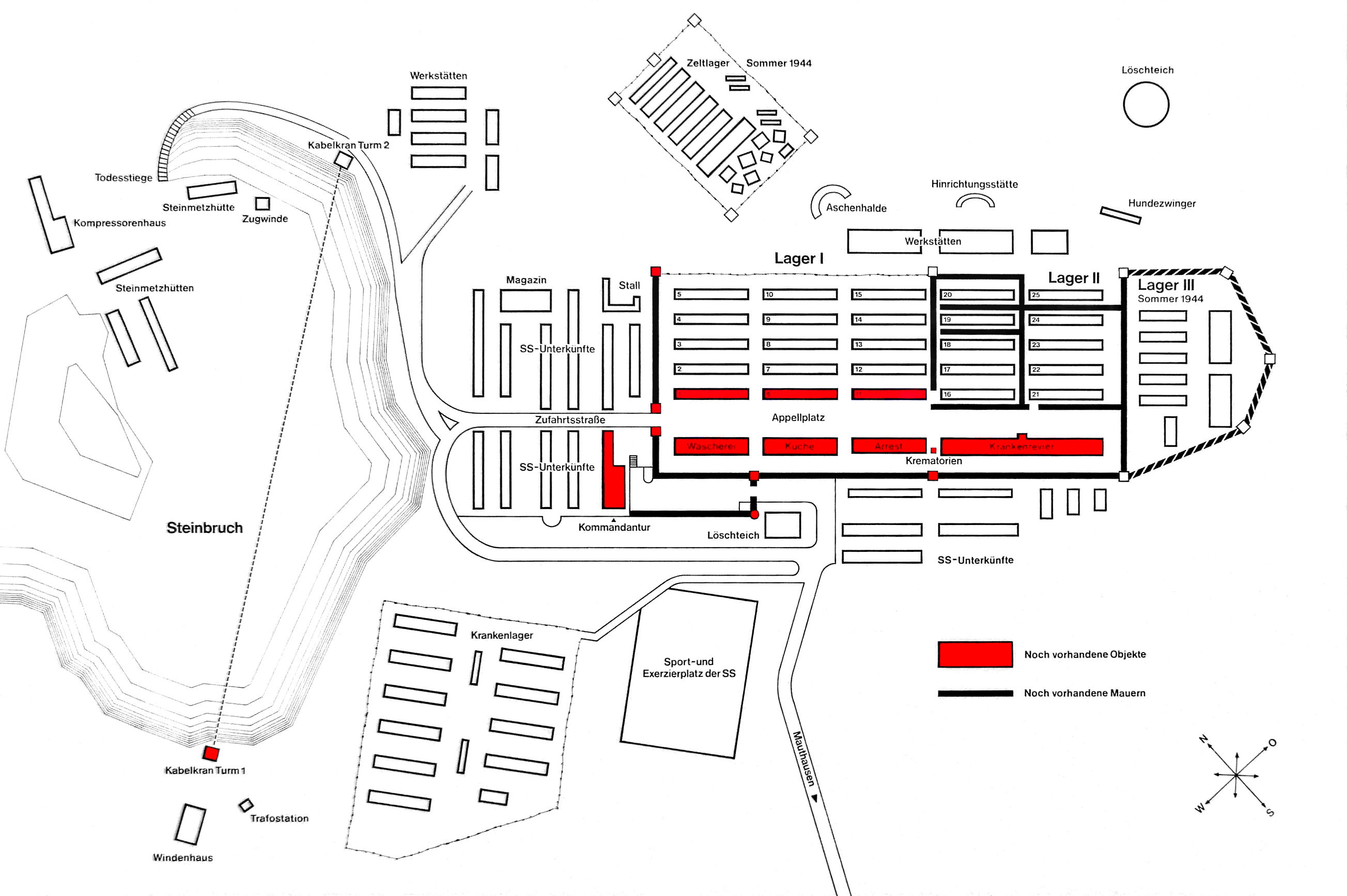
Planimetria del campo di Mauthausen. In rosso e nero, rispettivamente, gli edifici e le murature ancora esistenti al 28 maggio 2010. A sinistra in alto, la cava di pietra con la Scala della morte.

Il campo di concentramento di Mauthausen, denominato campo di concentramento di Mauthausen-Gusen dall'estate del 1940, era un complesso dei campi di concentramento nazisti tedeschi. Un luogo significativo dello sterminio dell'intellighenzia polacca sotto il cosiddetto Intelligenzaktion (1939-1945) – il piano delle autorità naziste tedesche di sterminarla per germanizzare le terre polacche conquistate. Il secondo gruppo più numeroso di vittime in termini di dimensioni erano i prigionieri di guerra sovietici.
Al centro era una fortezza in pietra eretta nel 1938 in cima a una collina sovrastante la piccola cittadina di Mauthausen, nell'allora Gau Oberdonau, ora Alta Austria, situata a circa venticinque chilometri a est di Linz.
Considerato impropriamente come semplice campo di lavoro, fu di fatto, fra tutti i campi nazisti, «il solo campo di concentramento classificato di "classe 3" (come campo di punizione e di annientamento attraverso il lavoro)». Vi si attuò lo sterminio soprattutto attraverso il lavoro forzato nella vicina cava di granito, e la consunzione per denutrizione e stenti, pur essendo presenti anche alcune piccole camere a gas.

## Storia

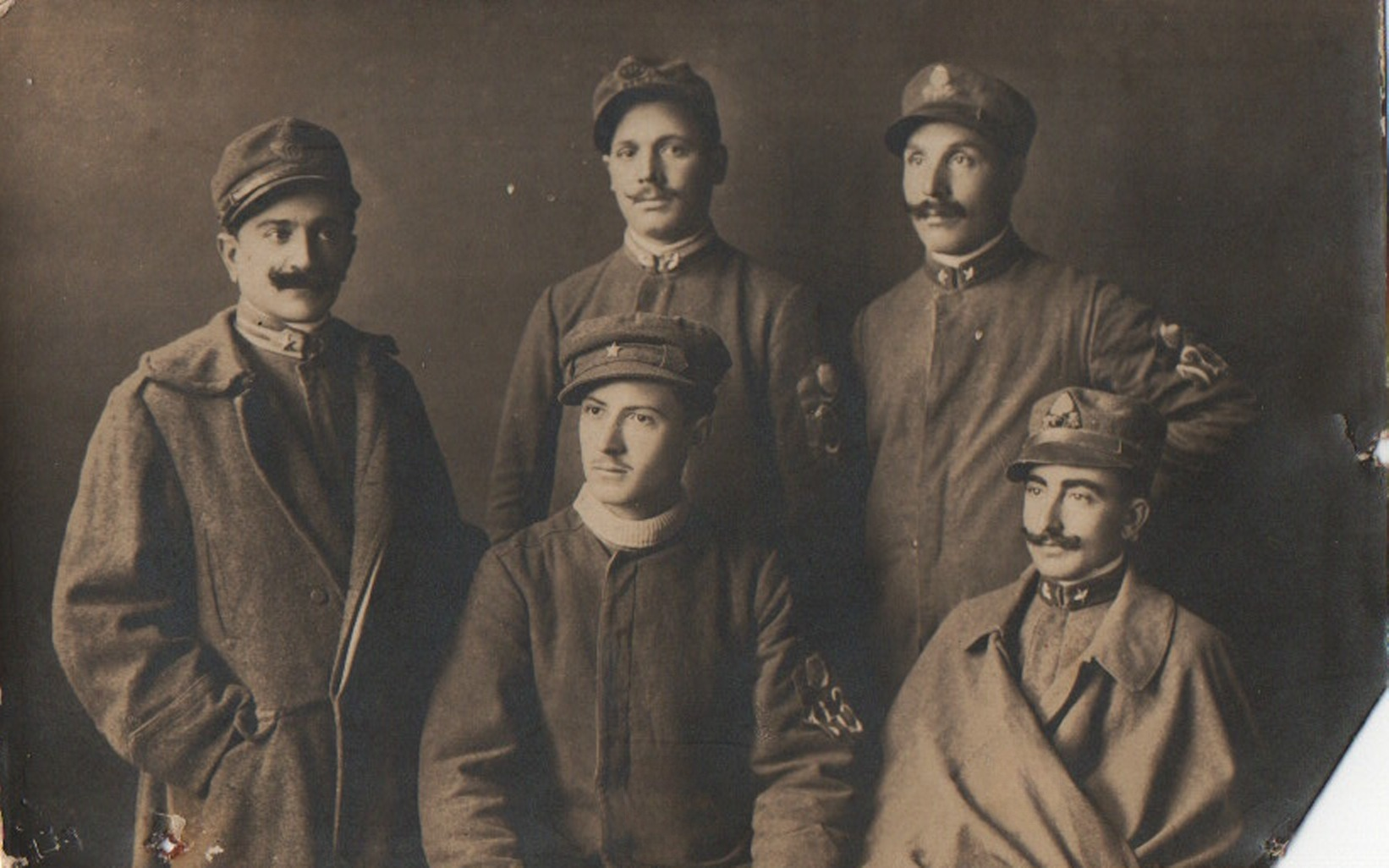
Soldati italiani durante la prigionia a Mauthausen (1916)

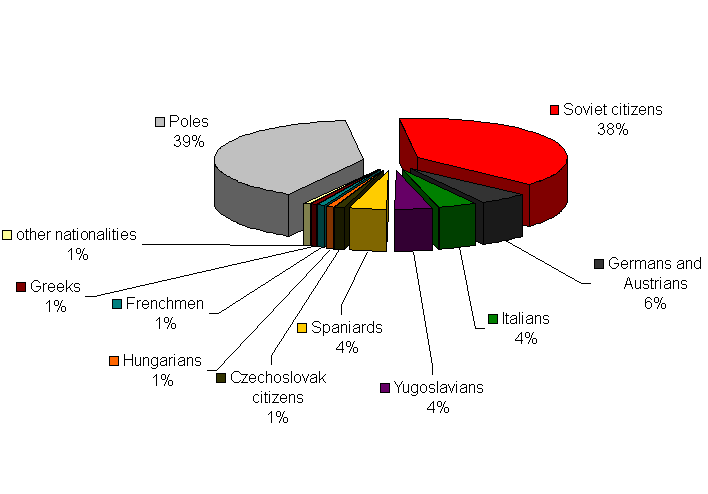
Grafico che mostra la ripartizione percentuale dei prigionieri sopravvissuti dai campi di Gusen I, II e III, tenendo conto della cittadinanza: 8471 polacchi, 8258 prigionieri sovietici di guerra, 1183 tedeschi e austriaci, 875 italiani, 864 jugoslavi, 831 spagnoli, 286 cechi, 173 ungheresi, 163 francesi, 119 greci e 169 persone di altre nazionalità.

(Christian Bernadac 1977, p. 18)

### Campo di prigionia durante la prima guerra mondiale
Durante la prima guerra mondiale (1914 - 1918) gli austriaci aprirono un primo campo per prigionieri di guerra a est di Mauthausen per lo sfruttamento della cava di Wiener-Graben, un granito usato per pavimentare le strade di Vienna. In esso, russi, serbi, italiani raggiunsero la cifra di 40 000 internati, e circa 9 000 di loro vi persero la vita, tra i quali 1 759 italiani che vi morirono di fame e stenti. Un cimitero di guerra internazionale è dedicato alla loro memoria.

### Il campo di concentramento nazista (1938-1945)

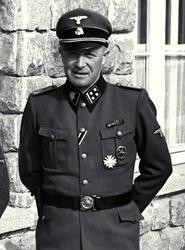
Franz Ziereis, comandante di Mauthausen dal 1939 al 1945. Alcuni internati ricordano che ripetutamente diceva che «si interessava solo di vedere certificati di morte».

Il lager nazista di Mauthausen fu aperto l'8 agosto 1938. Albert Sauer, che ne fu il primo comandante, fu sostituito meno di un anno dopo, il 9 febbraio 1939, dal trentacinquenne SS-Sturmbannführer (maggiore) Franz Ziereis che mantenne tale funzione fino al 5 maggio 1945 quando il campo fu liberato dal 41º Squadrone di ricognizione dell'11ª Divisione corazzata statunitense.
Nella prima fase, fino alla fine del 1940, il campo servì come luogo di isolamento e tormento di socialisti, comunisti, omosessuali principalmente tedeschi e austriaci, di opposizione potenziale o effettiva al nazismo e all'intellighenzia polacca. Fu il primo campo di concentramento tedesco stabilito al di fuori del Terzo Reich.
I primi ad arrivare furono 300 prigionieri da Dachau, che cominciarono a costruire il campo e in seguito lo abitarono. All'apertura, ospitava 1 000 detenuti; in quasi sette anni di vita, furono rinchiusi oltre 200 000 prigionieri.
La guarnigione SS di Mauthausen è composta di poche centinaia di elementi nel 1938, 1 000 nel 1940, 5 900 nel 1945. Ziereis comincia ad addestrare le sue guardie a un comportamento disumano, emanando direttive più dure di quelle ufficiali. Ziereis incita a torturare, e sevizia lui stesso, premia con medaglie, promozioni, licenze le SS che si sono distinte per la loro crudeltà. I riluttanti, quelli che non sono in sintonia con lo "spirito del lager" sono trasferiti altrove, spesso al fronte.
La Gestapo vi deporta subito circa 1 050 pregiudicati della malavita austriaca, prelevati da penitenziari e carceri. Costoro saranno soprannominati ironicamente "Club dei soci fondatori". Sono tra coloro che cominciano a trasportare le prime pietre, a costruire i primi baraccamenti e a recingerli di filo spinato, addestrati come futuri Kapo. Coloro che sopravvissero fino al 3 maggio 1945 furono uccisi dalle SS assieme al Sonderkommando, ovvero il commando speciale addetto al forno crematorio, e ai "portatori di segreti", perché non parlassero.

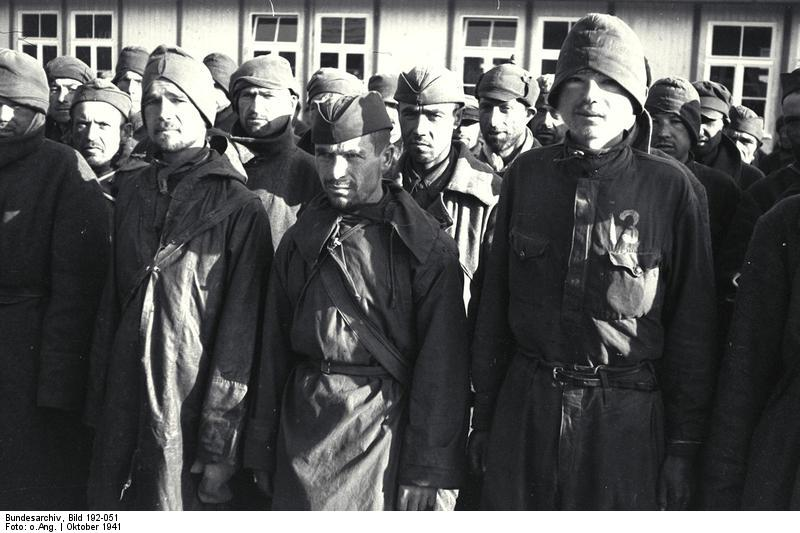
Prigionieri di guerra russi appena giunti a Mauthausen (ottobre 1941).

Mauthausen, costruito con il granito della sottostante cava, era un'estesa fortezza di pietra in uno stile vagamente orientale, tanto che l'ingresso principale al lager era chiamato dai prigionieri "La Porta mongola".
La fortezza, di pianta rettangolare, era chiusa su tre lati da mura di pietra spesse due metri e alte fino a otto. Il lato del lager che non si riuscì a finire fu chiuso da un reticolato di filo spinato percorso da corrente elettrica ad alta tensione, luogo di numerosi suicidi.
Dal marzo 1940 Ziereis viene affiancato dal nuovo vicecomandante, lo Schutzhaftlagerführer Georg Bachmayer, un bavarese che instaurò un regime brutale e di terrore tra i detenuti. Godeva nell'infliggere personalmente torture e morte; aveva due mastini napoletani addestrati a sbranare i prigionieri al suo comando; questa morte era chiamata dagli aguzzini "il bacio del cane".
Come gli altri campi di concentramento gestiti dalle SS, camuffati da campi di lavoro, internamento o rieducazione, Mauthausen venne utilizzato anch'esso come campo di sterminio, da attuarsi soprattutto attraverso il binomio costituito dal lavoro forzato e dalla denutrizione.
I deportati venivano alimentati con prodotti di esperimenti sulla nutrizione, ottenuti anche in laboratori chimici. Con un'albumina che esplodeva in laboratorio si preparava una salsiccia sintetica di sapore e odore simili a quella naturale; il pane era rinforzato con segatura fine, le zuppe con bucce di patate; si parla anche di una misteriosa cenere aggiunta per dare corposità alla minestra.
A Mauthausen erano internati antinazisti, intellettuali, asociali, oppositori politici, testimoni di Geova, ma anche ebrei, rom, omosessuali, "vite indegne", ovvero disabili, che furono assassinati nel Castello di Hartheim, criminali comuni, "irriducibili", persone di tutte le classi sociali provenienti da tutti quei paesi che la Germania nazista via via occupò durante la seconda guerra mondiale, giudicati pericolosi per la sicurezza del Reich. Gli ebrei, fino a che non giunsero le marce della morte dal Campo di concentramento di Auschwitz e da altri campi, alloggiavano in una baracca chiamata "La baracca degli ebrei", la peggiore assieme a quella dell'Ordine K o Aktion K e cioè i condannati al colpo alla nuca. Ebrei e italiani non potevano scrivere lettere.

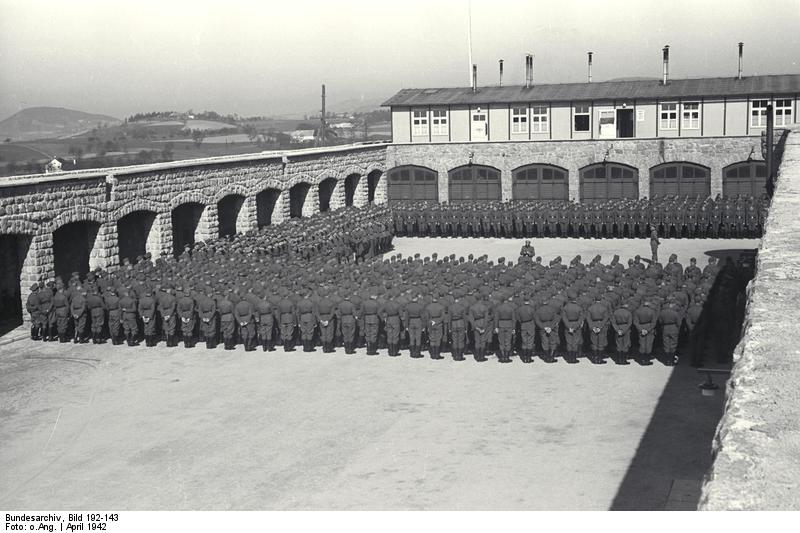
Il campo era sorvegliato dalle brutali SS-Totenkopfverbände ("Unità teste di morto").

Per sfruttare la manodopera coatta, Himmler volle fondare la Deutsche Erd - und Steinwerke GmbH (DEST), un'azienda di proprietà delle SS che gestiva le due cave di pietra di Mauthausen e Gusen, la Wiener-Graben e la Bettlelberg, messe a disposizione fin dal 1938 dal Comune di Vienna. Il lavoro forzato dei prigionieri doveva produrre i manufatti di pietra da impiegare per la costruzione del campo stesso e per la realizzazione dei vari progetti architettonici voluti da Hitler.
Le prime vittime di Mauthausen venivano cremate a Steyr, finché il 5 maggio 1940 divenne operativo il primo dei tre forni crematori installati nel campo e fornito dalla ditta Kori di Berlino. Un secondo forno a doppia muffola fu installato nel 1941 dalla J.A. Topf und Söhne, una ditta tedesca specializzata nella costruzione di sistemi di combustione e fornitrice di forni crematori ai maggiori lager nazisti. Il terzo forno, funzionante a olio combustibile, fu distrutto probabilmente nel 1945 quando le SS, prima di fuggire, tentarono di cancellare le tracce dei loro crimini.
Mauthausen cominciò a funzionare come "fabbrica della morte" che portò in pochi anni, a una cifra accertata di circa 128 000 vittime. Doveva esser fatto continuamente posto per i continui numerosi arrivi di altri condannati a morte, cosicché al deportato non era concesso vivere oltre il limite massimo stabilito di 2-3 mesi. Doveva morire dopo essersi letteralmente consumato, ridotto a uno scheletro vivente di qualche decina di chili di peso. Nel sistema di sfruttamento e annientamento dell'individuo nulla era lasciato al caso.
I forni crematori del campo avevano una bocca molto piccola, dimensionata per contenere gli scheletrici cadaveri delle vittime: detratto lo spessore della barella sulle carrucole, usata per introdurre i corpi, lo spazio restante della bocca era davvero assai esiguo. L'ingegneria nazista li progettò con la massima economia possibile per essere usati alla fine del ciclo di distruzione del prigioniero ridotto a una sottile sagoma. Ciò consentiva una riduzione della dimensione dei forni, mirata a un grande risparmio sul tempo di cremazione e sulle spese di costruzione, di gestione e di combustibile.
Dal tetto del Bunker, la prigione del campo di Mauthausen, fuoriuscivano tre ciminiere: una in mattoni rossi presso l'angolo esterno sinistro, per chi guarda dal piazzale dell'appello; e due di colore bianco, di diversa dimensione. Erano i camini di tre impianti di cremazione (per un totale di quattro bocche di forno), dei quali impianti oggi ne restano solo due; un terzo fu distrutto. Il crematorio era situato proprio sotto il Bunker, ma completamente separato da esso. Ex reclusi del Bunker testimoniarono nei processi ai nazisti del dopoguerra di aver udito, dalle loro celle, acute grida provenienti dal sotterraneo, in concomitanza del rumore delle saracinesche dei forni che si aprivano e chiudevano, a testimonianza che molte persone venivano introdotte nei forni ancora vive. A selezionare i "maturi" per il crematorio, i cosiddetti musulmani, Muselmann (nella lingua dei lager erano i deportati ridotti a uno stadio di consunzione estrema che cadevano sfiniti in ginocchio con le mani in avanti come la tipica posa dei musulmani che pregano), provvedevano le continue e costanti selezioni e ispezioni del medico del campo, delle SS e dei kapo. Il deportato doveva essere soppresso quando era arrivato al suo ultimo giorno di lavoro, avendo esaurito tutte le energie sfruttabili per il lavoro da schiavo. Era vanto dei selezionatori il fatto di essere capaci di individuare il momento giusto per l'eliminazione. I "musulmani", una volta individuati, venivano immediatamente tratti fuori dalle file dei prigionieri e poi uccisi con iniezioni letali al cuore, o avviati al gas, o eliminati con uno dei tanti modi in uso nel lager.
Il comandante del lager, Franz Ziereis, accoglieva i nuovi arrivati sulla porta dell'inferno con questo agghiacciante discorso: " Siete venuti qui per morire... qui non esiste l'uscita ma solo l'entrata; l'unica uscita è dal camino del forno crematorio..." E indicava i camini del crematorio.
Lo stesso comandante del campo, nel 1942, al diciottesimo compleanno del figlio maggiore, lo armò di un revolver con il quale uccidere quaranta prigionieri.
Il medico del campo, Kiesewetter, come già detto, usava eliminare i prigionieri inabili con iniezioni al cuore, a base di benzina, fenolo o altri derivati. Tale compito fu esteso ad altri medici, infermieri e persino ai kapo, che lo effettuavano nella latrina del blocco anche a Gusen. Il prigioniero veniva fatto sedere e gli venivano coperti gli occhi, perché non vedesse, con l'avambraccio sinistro, tenuto da un inserviente alle sue spalle, mentre il medico effettuava l'iniezione con una siringa con un ago grosso e molto lungo (la siringa è esposta nel Museo di Mauthausen). Dopodiché, nei pochi secondi prima che il veleno facesse effetto, la vittima doveva correre il più possibile, trascinata dall'inserviente ed essere gettata ad agonizzare sul mucchio di cadaveri fuori della baracca, mentre un altro prendeva il suo posto; dopo i cadaveri venivano prelevati dal carro del crematorio. Questa tecnica si svolgeva in pochissimo tempo, con una micidialità di centinaia di vittime al giorno. L'SS Dr. Richter operava i prigionieri, in qualsiasi condizione, sani o malati che fossero, e asportava parti di cervello, causandone la morte. Questo fu fatto a circa 1 000 prigionieri. L'Obergruppenführer SS Pohl inviò centinaia di malati e prigionieri sfiniti nei boschi, lasciandoli morire di fame.
A volte, d'inverno, con temperature di −10 °C e oltre, quando il posto nel lager non c'era, i prigionieri in eccesso venivano lasciati nudi, all'aperto tutta la notte, continuamente irrorati con idranti d'acqua gelata; al mattino chi sopravviveva veniva ammesso nel lager. Erano massacri chiamati “Totbadeaktionen”, bagni di morte. Si vedevano detenuti trasformati in statue di ghiaccio. Inoltre, guardie ubriache contribuivano al massacro infierendo con spranghe di ferro o asce sulle vittime. A Mauthausen ogni irregolarità o lieve infrazione al regolamento era il pretesto per uccidere; molto usati per le esecuzioni erano anche i cani, addestrati a sbranare i prigionieri a comando. 2 500 prigionieri provenienti da Auschwitz furono immersi nell'acqua calda e poi in quella fredda e furono obbligati a restare nudi all'aperto fino alla morte.

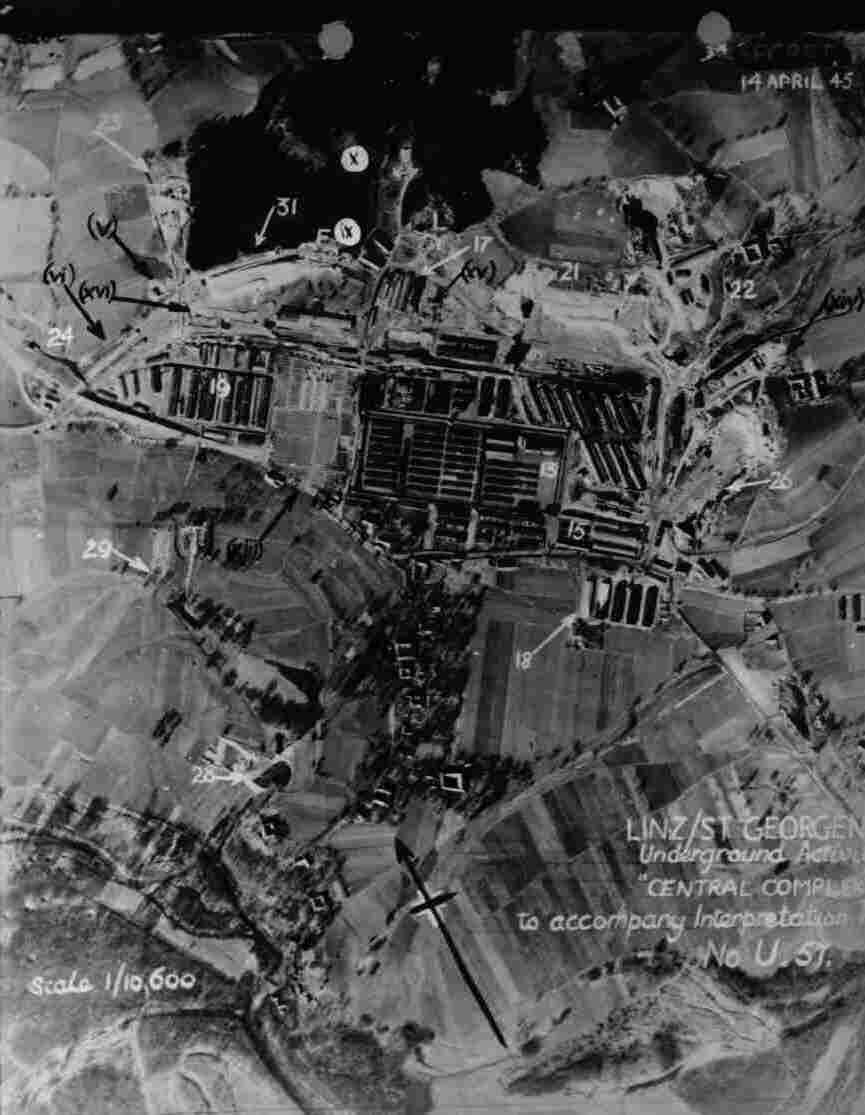
Veduta aerea dei campi di Gusen I e II. «Il Kommando di Gusen era diviso in tre campi separati». Gusen I era il più grande e l'unico con il Revier, l'ospedale; quindi Gusen II separato solo da un muro dal I, e Gusen III, il più piccolo

Un detenuto che aveva disubbidito a un kapo fu costretto a mettere la testa nella fogna e i presenti a sedersi sopra di lui fino alla sua morte.
Nel 1940 venne aperto il Sottocampo di Gusen I a cinque chilometri di distanza, a cui seguirono Gusen II e Gusen III. Una lunga serie di sottocampi, tra i quali Melk, Ebensee, Linz (I-II-III), Mödling, Loiblpass, saranno aperti di lì a poco. Bachmayer curò l'edificazione di Ebensee, il peggior sottocampo del lager, di cui fu il comandante.
Nel 1942 da Mauthausen furono inviati a Berlino cinquantadue chili di oro odontoiatrico ricavato dalle bocche delle sue vittime.
Certamente l'oro espropriato a tutti i deportati all'arrivo doveva essere in quantità assai maggiore; vi sono testimonianze di militi delle SS che giravano nel campo con delle pinze pronti a strappare senza alcuna anestesia denti che potevano sembrare oro rivestito; diversi deportati rimasero senza denti. Inoltre un'altra pratica comune a molti campi era quella che
«gli uomini delle SS travestiti da medici pretendessero di "analizzare" le vittime prima di essere gasati. Il vero scopo della procedura serviva a segnare le vittime che avevano denti d'oro così che i loro cadaveri potessero poi essere messi da parte» per l'estrazione dei denti d'oro.
Fino alla prima metà del 1943, Mauthausen rimase quasi esclusivamente un centro dove gli internati venivano sfruttati nelle sole imprese possedute e amministrate dalle SS; dopo tale periodo e sotto la pressione esterna di Albert Speer, il Ministro per gli Armamenti che aveva visitato Mauthausen e si era rivolto a Himmler invitandolo "a un uso più ragionevole dei prigionieri", parte dei deportati fu impiegata anche per lo sforzo bellico nei maggiori centri industriali austriaci.
Mauthausen fu l'unico campo di concentramento classificato Lagerstufe III (Lager di III livello) destinato, secondo una circolare inviata il 2 gennaio 1941 da Reinhard Heydrich ai lager dipendenti, a «detenuti contro i quali sono state mosse gravi accuse, in particolare coloro che abbiano subito condanne penali e nel contempo debbano considerarsi asociali cioè virtualmente impossibili da rieducare [...] ] ». Di conseguenza tutti i deportati che giungevano a Mauthausen erano trattati come soggetti irrecuperabili, da distruggere psicofisicamente. Dopo una prima selezione, gli inabili al lavoro normalmente erano sottoposti al «trattamento speciale», erano cioè, destinati al gas con l'immissione diretta al crematorio. I rimanenti subivano, oltre l'espropriazione dei beni, la rasatura totale a zero, una doccia, e finivano immediatamente rinchiusi nei «blocchi di quarantena». Questi erano ideati al fine di disumanizzare e portare alla distruzione fisica e psichica dell'individuo con percosse e torture mentali. Con il processo di spersonalizzazione il prigioniero cessava di essere un uomo e di avere un nome, per diventare semplicemente uno «stücke», un «pezzo», identificato unicamente dal suo numero tatuato. Il deportato, così ridotto in schiavitù, era pronto a prendere il posto lasciato da un prigioniero appena morto, nel sistema del ricambio continuo di manodopera. A sua volta era avviato alla morte per sfinimento fisico tramite denutrizione associata al massacrante lavoro forzato; quando poi non cadeva prima, ucciso dalla violenza del lager, scatenata dalla concezione nazista di padronanza assoluta sulla vita dell'uomo, meritevole di morte perché considerato di razza inferiore, oppositore politico, diverso, un asociale o di «vita indegna» di essere vissuta. La pena per la disubbidienza o il sabotaggio era la morte lenta e dolorosa. Durante i primi giorni di quarantena, i prigionieri, Häftlinge, dovevano imparare a togliersi e rimettersi il berretto a scatto, per prepararsi quando in seguito sarebbero passate le SS. Fino all'inizio del 1940 la maggior parte degli internati era rappresentata da socialisti, omosessuali e rom tedeschi; però a partire da quella data cominciò a essere trasferito a Mauthausen-Gusen anche un gran numero di polacchi, essenzialmente artisti, scienziati, esponenti dello scautismo, insegnanti e professori universitari. Tra l'estate 1940 e la fine 1941 più di 7 000 repubblicani spagnoli esuli vennero trasferiti dai campi destinati ai prigionieri di guerra. Gli spagnoli che sopravvissero al 5 maggio erano quasi solamente kapo o prigionieri privilegiati.
Alla fine del 1941 fu invece la volta dei prigionieri di guerra sovietici: il primo gruppo venne immediatamente soppresso nelle camere a gas appena installate. Precedentemente, e fino al 1944, i prigionieri venivano trasferiti al Castello di Hartheim, un centro della Aktion T4 per lo sterminio degli inabili e disabili aperto il 1º settembre 1939 con annessa camera a gas e crematorio; ma soprattutto ai deportati veniva applicata la "Aktion 14 F 13" che prevedeva l'eliminazione nei centri di eutanasia specificamente dei detenuti dei campi di concentramento così debilitati da essere oramai inutili al lavoro o dei cosiddetti "asociali". — Qui circa 5 000 prigionieri di Mauthausen-Gusen trovarono la morte; molti furono usati come cavie umane per esperimenti chirurgici nella sala operatoria del Castello. Nessuno sopravvisse. Ai prigionieri, che vi venivano inviati, si diceva che andavano in "Sanatorio". A Hartheim vennero inviati anche oltre 3 000 prigionieri da Dachau e vari dal sottocampo di Ebensee.
Dal settembre-ottobre 1943 cominciano a giungere al campo anche migliaia di deportati politici italiani. Sono partigiani, scioperanti, vittime di rastrellamenti e rappresaglie. Sono accolti con disprezzo (come "traditori") dai nazisti e con sospetto dagli altri detenuti. La percentuale di morti tra di loro supererà il 50%.
Nel 1944 giunse un gran numero di ebrei ungheresi e olandesi, molti dei quali morirono ben presto a causa del duro lavoro e delle pessime condizioni di vita, molti perché costretti a gettarsi dai dirupi delle cave di Mauthausen.

### Gli ultimi mesi di vita del campo
Durante gli ultimi mesi della seconda guerra mondiale più di 20 000 prigionieri provenienti dagli altri campi di concentramento evacuati vennero trasferiti nel complesso di Mauthausen. Nel mese di aprile del 1945 le SS cominciano la distruzione dei documenti e lo sterminio totale dei prigionieri. Secondo ordini precisi del Reichsminister Himmler e dell'Obergruppenführer SS Kaltenbrunner al comandante del campo Ziereis, Mauthausen e Gusen devono scomparire, prigionieri inclusi.
Non ci sono più altri lager o centri dove evacuare i detenuti raggiungendoli con trasferimenti detti "Marce della morte" poiché la Germania è completamente occupata. Nello spaventoso mese di aprile '45, le SS continuano le gasazioni a ritmo continuo; i forni crematori non riescono a incenerire tutti i cadaveri e si deve ricorrere anche allo scavo di grandi fosse comuni esterne. Dopo la fine della guerra in queste fosse furono rinvenuti 10 000 cadaveri. Si devono uccidere tutti i deportati, senza eccezione alcuna. Dal Revier, l'ospedale del campo prelevano 3 000 deportati esausti, li portano nel campo 3 e da lì, insieme con altri selezionati, a gruppi di centoventi-centocinquanta nella camera a gas. I prigionieri dal campo 3 vengono condotti alla camera a gas allettati con promesse di cibo e, se pur affamati, rovesciano le marmitte. Costretti in gruppi di 60-80 uomini per volta, stipati all'inverosimile nella piccola camera a gas vengono soffocati con lo Zyklon B, mentre gli altri condannati aspettano fuori il loro turno anche per ore.
La capienza della camera a gas però è troppo piccola per far fronte a un tale sterminio di massa e i centri di sterminio esterni come il Castello di Hartheim sono stati distrutti. Mauthausen, come altri lager, non era stato progettato con grandi camere a gas, non ne aveva bisogno, basando l'eliminazione sul lavoro, oltre alle malattie e la fame e modi di eliminazione vari (vedi le metodologie di sterminio). Le camere a gas del campo erano usate per le esecuzioni di "indesiderabili", per i deportati inabili appena arrivati o eccedenze fisicamente ridotte alla fine, selezionate per far posto a manodopera nuova.
E allora fu messo in progetto di ammassare tutti i deportati nelle gallerie di Gusen ed Ebensee e farle poi saltare con dinamite a forte potenziale esplosivo. Due gallerie di Gusen erano state già minate allo scopo di uccidere le numerose migliaia di deportati che con altri metodi non si riusciva a eliminare. Himmler assurdamente vagheggia accordi con gli Alleati, ha proposte per loro come quella di continuare insieme la guerra contro l'Unione Sovietica; ha paura che il suo nome resti legato al più grande assassinio della Storia, quindi con un cinismo mostruoso ordina di eliminare le decine e decine di migliaia di testimoni scomodi sopravvissuti, anche attraverso le micidiali "Marce della morte" e di smantellare i relativi impianti di sterminio.
Inoltre appositamente le SS riducono tutte le razioni di cibo, il pane scompare e migliaia di prigionieri muoiono di fame. A liberazione avvenuta si scopriranno magazzini ricolmi di viveri e scorte immense di patate.
Ma alla fine dell'aprile 1945 oramai il III Reich è crollato, Hitler stesso è morto. Ordini contrastanti, diserzioni delle SS e crolli improvvisi del fronte rendono l'ordine di Himmler di sterminio totale difficile da attuarsi; inoltre, l'intervento della Croce Rossa e la rivolta organizzata dal Comitato clandestino internazionale dei deportati scongiureranno il massacro totale.
Il 1º maggio la radio diffonde la notizia ufficiale della morte di Hitler, ma le SS continuano imperterrite a gasare. Il 3 maggio i prigionieri notano che i crematori sono spenti e al posto delle SS, che intanto si sono date alla fuga, sulle garitte vi sono poliziotti della gendarmeria locale. Prima di fuggire hanno bruciato i registri del campo e ucciso gli uomini del Sonderkommando, il commando speciale addetto ai forni crematori, nel tentativo di cancellare le tracce dei loro crimini.

### La liberazione del campo
Il lager di Mauthausen, il sabato del 5 maggio 1945, fu raggiunto dalle avanguardie della 3ª Armata americana, che entrano dalla Porta mongola. Fu l'ultimo dei principali campi nazisti a essere liberato.

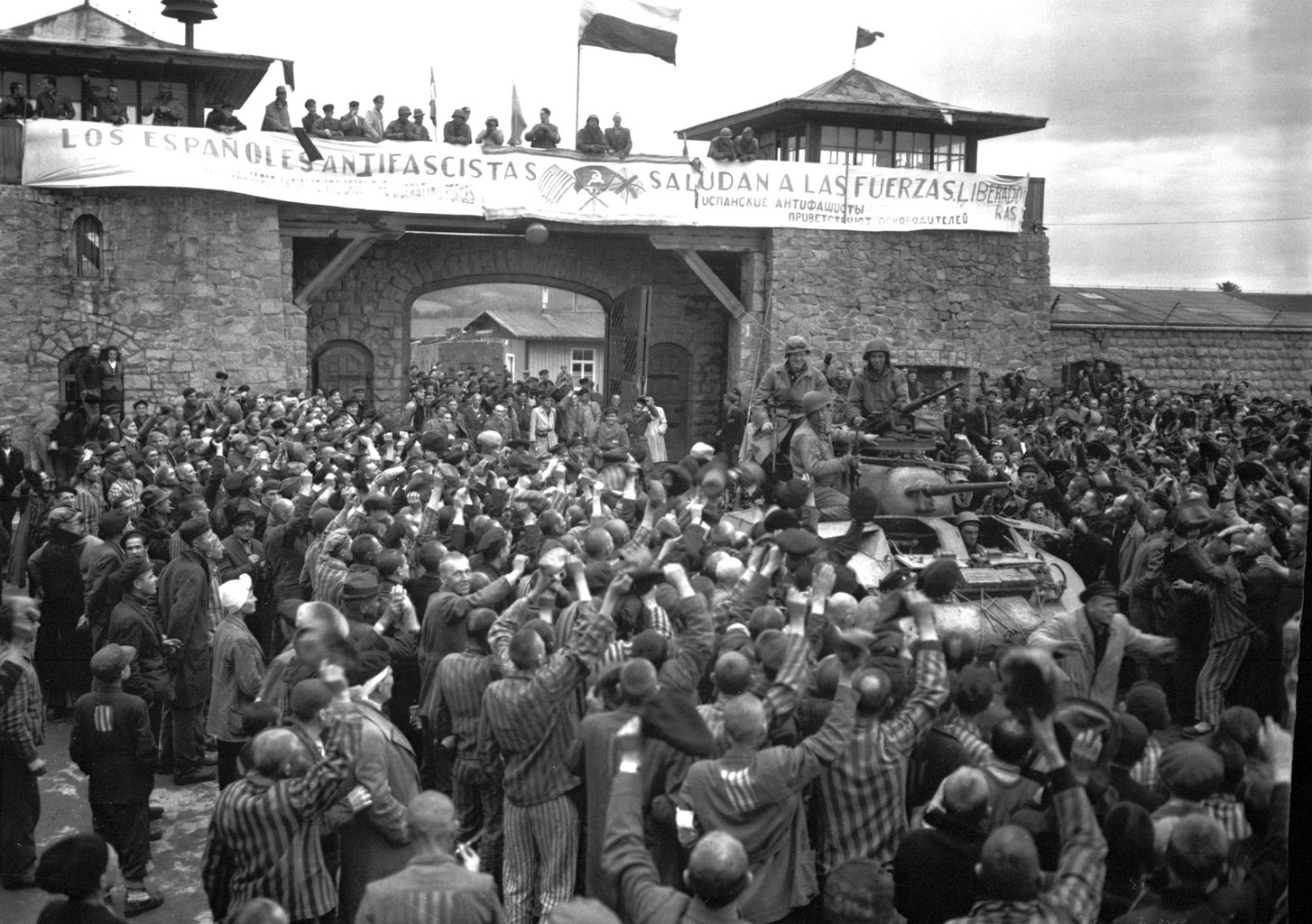
Il 5 maggio 1945 i carri dell'11ª Divisione corazzata USA entrano nel campo di concentramento di Mauthausen dalla "Porta mongola".

La popolazione di Mauthausen era in stragrande maggioranza formata da ragazzi, moltissimi oramai ridotti in condizioni terminali. Le precarie condizioni fisiche dei sopravvissuti portarono a un'alta mortalità anche dopo la liberazione, a causa dello stato di denutrizione e debolezza estreme, non sempre affrontate con adeguate terapie e profilassi di riabilitazione fisica e alimentare dalle truppe alleate, impreparate a questa emergenza. Larghi squarci sono aperti sul reticolato di filo spinato ormai senza più corrente elettrica e i deportati escono, finalmente liberi, a cercare cibo, parenti o amici sopravvissuti nel vicino lager di Gusen. Si formano squadre di prigionieri armate a cercare le SS fuggitive.
Brutta sorte ebbero diverse guardie SS che, dopo essere fuggite, furono ricatturate dai prigionieri; riportate al lager, furono linciate dalla popolazione del campo. Pappalettera, testimone oculare, racconta che di alcuni di loro non rimase che una traccia fisionomica sul terreno. Furono riaccesi i forni crematori per rappresaglia a massacratori come "il Negro", che uccideva i prigionieri fischiettando. Si dice che alcune guardie furono gettate vive nei forni.
Le truppe del generale Patton entrando a Mauthausen trovano cataste di morti, 16 000 deportati vivi, dei quali circa 3 000 morirono di stenti subito dopo la liberazione; altre migliaia, invece, dopo alcuni mesi, nonostante le cure. Gli americani, oltre a prestare vettovagliamento e cure per gli ex prigionieri, incendiano il Revier, focolaio di epidemie, e usano il nuovo DDT per disinfettarli dai numerosi parassiti.
Il comandante del campo Ziereis muore a Gusen il 25 maggio 1945, in conseguenza delle ferite riportate durante la cattura, dagli alleati. Rilascerà una deposizione in cui tenta di scagionarsi dalle sue responsabilità dicendo di aver ubbidito a ordini superiori, incolpando Himmler, Kaltenbrunner, Heydrich, Polh, Glucks e altri graduati SS "... quelli di Berlino", nonostante avesse organizzato metodi per i massacri e le uccisioni e spesso ironizzato sugli atti di crudeltà, come confermano i nomi dati ai sistemi di eliminazione. Il "Muro del pianto", l'operazione Kugel Erlass ("decreto pallottola"), il "Muro dei paracadutisti", il messaggio di "benvenuto" che personalmente dava ai nuovi arrivati indicando il camino del crematorio come unica uscita dal lager, la "raccolta dei lamponi" (vedi metodi di sterminio) furono alcune delle sue meschine invenzioni. Non fu mai rimosso dal suo incarico poiché apprezzato per i suoi "meriti speciali" da Himmler, che il 20 aprile 1944 lo promosse SS Standartenführer.
Si arricchì con il bottino rubato ai prigionieri tanto da potersi permettere anche di comprare un piccolo aeroplano personale. Le sue ultime parole furono "Non sono un uomo malvagio!".
Il suo corpo fu appeso dagli ex prigionieri sul filo spinato di una recinzione del campo di Gusen, «oramai priva di corrente elettrica». Dopo la liberazione alleata, il controllo del campo passò quasi subito dalle mani statunitensi a quelle sovietiche (l'Austria sarà infatti divisa in sfere d'influenza, analogamente alla Germania, fino al 1955) che ne fecero per un breve periodo anche una caserma prima di riconsegnarlo alle autorità austriache, il 20 giugno 1947, dietro la garanzia di farne un luogo di commemorazione. Dal 1949 il campo divenne quindi "Monumento pubblico di Mauthausen", sorsero i primi monumenti commemorativi e fu reso accessibile al pubblico.
Il 16 maggio 1945, in occasione del rimpatrio del primo contingente di deportati, quello sovietico, si tenne sul piazzale dell'appello una grande manifestazione antinazista, al termine della quale fu approvato il testo di questo appello, noto come il "Giuramento di Mauthausen"
Fedeli a questi ideali giuriamo di continuare a combattere, solidali e uniti, contro l'imperialismo e contro l'istigazione tra i popoli. Così come con gli sforzi comuni di tutti i popoli il mondo ha saputo liberarsi dalla minaccia della prepotenza hitleriana, dobbiamo considerare la libertà conseguita con la lotta come un bene comune di tutti i popoli. La pace e la libertà sono garanti della felicità dei popoli, e la ricostruzione del mondo su nuove basi di giustizia sociale e nazionale è la sola via per la collaborazione pacifica tra stati e popoli. Dopo aver conseguito l'agognata nostra libertà e dopo che i nostri paesi sono riusciti a liberarsi con la lotta, vogliamo:
conservare nella nostra memoria la solidarietà internazionale del campo e trarne i dovuti insegnamenti;
percorrere una strada comune: quella della libertà indispensabile di tutti i popoli, del rispetto reciproco, della collaborazione nella grande opera di costruzione di un mondo nuovo, libero, giusto per tutti;
ricorderemo sempre quanti cruenti sacrifici la conquista di questo nuovo mondo è costata a tutte le nazioni.
Nel ricordo del sangue versato da tutti i popoli, nel ricordo dei milioni di fratelli assassinati dal nazifascismo, giuriamo di non abbandonare mai questa strada. Vogliamo erigere il più bel monumento che si possa dedicare ai soldati caduti per la libertà sulle basi sicure della comunità internazionale: il mondo degli uomini liberi!
Ci rivolgiamo al mondo intero, gridando: aiutateci in questa opera!
Evviva la solidarietà internazionale!
Evviva la libertà!»

## Sistema di codifica dei contrassegni dei prigionieri

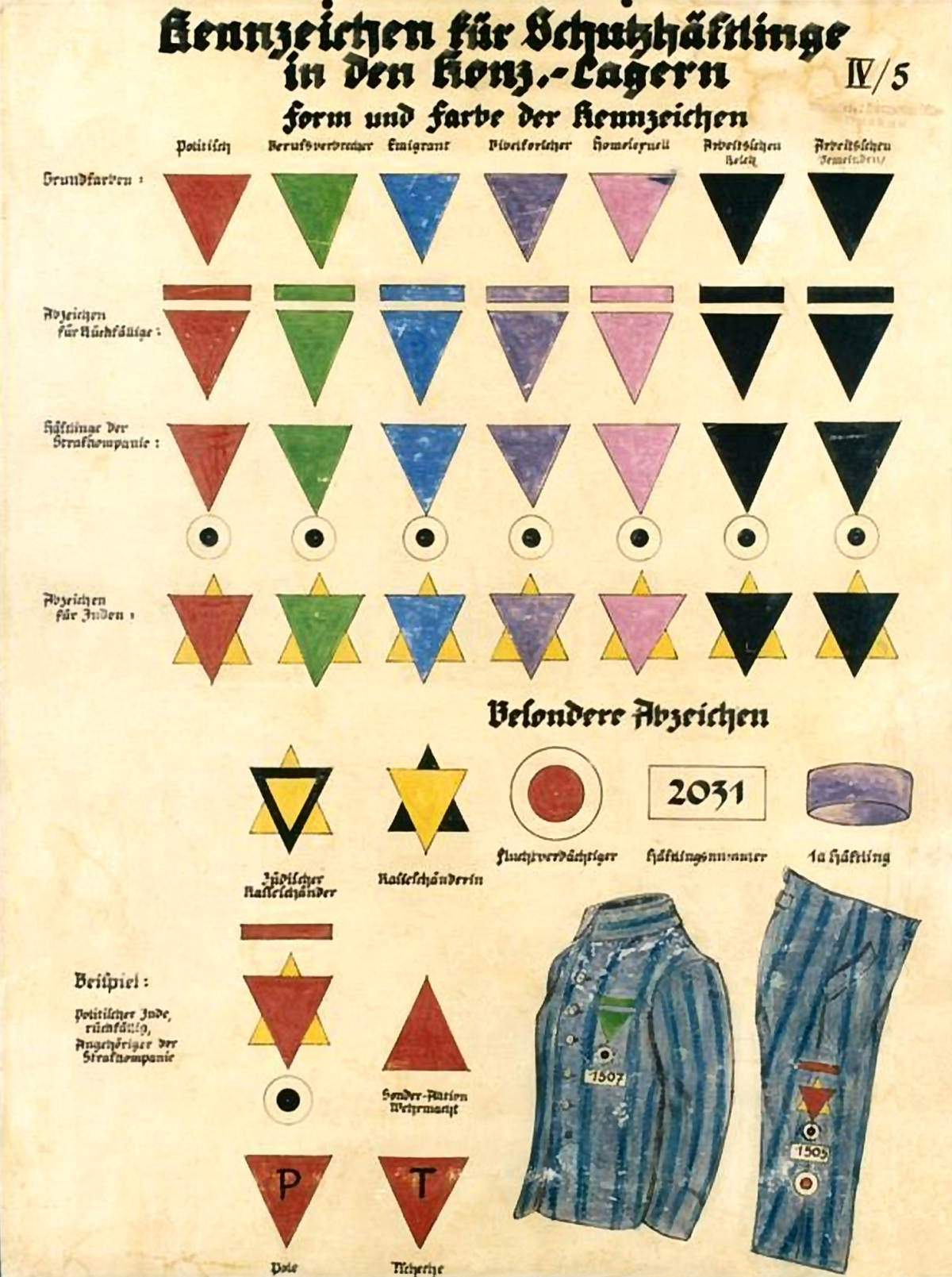
Tabella dei contrassegni diramata nel 1940 e nel 1941 a tutti i comandanti dei KL

I simboli dei campi di concentramento nazisti, principalmente colori, lettere, numeri, facevano parte di un sistema semiologico di classificazione dei prigionieri.I simboli erano in stoffa, affibbiati sulla divisa, definita dai prigionieri Zebra a causa delle strisce chiare e scure alternate.
Nel lager di Mauthausen vigeva il seguente utilizzo dei contrassegni identificativi degli internati:
- un triangolo di colore rosso identificava i prigionieri politici. Erano denominati Roter secondo la lingua del lager di Mauthausen[53];
- un triangolo blu identificava i prigionieri politici spagnoli[51][54];
- un triangolo di colore nero identificava i cosiddetti "asociali", Asoziale. Erano denominati Aso secondo la lingua del lager di Mauthausen[53];
- un triangolo di colore marrone, fra il 1938 e il 1940, identificava i prigionieri zingari. Erano denominati Brauner secondo la lingua del lager di Mauthausen[53];
- un triangolo di colore viola identificava i testimoni di Geova, i "ricercatori della Bibbia", Bibelforscher[52][55][56][57];
- un triangolo di colore rosa identificava i prigionieri omosessuali[58][59], internati sulla base del Paragrafo 175. Erano denominati Rosaroter, secondo la lingua del lager di Mauthausen[53];
- un triangolo giallo, o una Stella di David formata da due triangoli, uno giallo e uno rosso, appositamente sovrapposti, identificava gli ebrei[51][60];
- un triangolo verde identificava i criminali[60];
- un rettangolo posto sotto il triangolo indicava i prigionieri recidivi, Ruckfällige[61];
- determinate lettere utilizzate all'interno dei triangoli indicavano il paese di origine:
B (Belgier, belga), F (Franzosen, francese), IT (Italiener, italiano), J (Jugoslawen, jugoslavo), N (Niederländer, olandese), P (Polen, polacco), S (Spaniern, spagnolo) T (Tschechen, ceco), U (Ungarn, ungherese)[61]. Tedeschi, austriaci, lussemburghesi non avevano alcuna lettera riferita alla nazionalità[51];
- la sigla SU contrassegnava i prigionieri di guerra sovietici[51];
- un disco nero, posto tra il vertice inferiore del triangolo e il numero di matricola, contrassegnava i prigionieri assegnati alle compagnie di disciplina, Strafkompanie, condannati alla colonia penale per aver commesso infrazioni disciplinari[62];
- un disco bianco-rosso, weiss-rote Zielscheibe[63], posto sotto il numero di matricola e sulla divisa all'altezza della schiena[51], contrassegnava i prigionieri sospetti di fuga, Fluchtverdacht[64];
- i numeri di matricola attribuiti ai prigionieri, Häftlingsnummer, che sostituivano il nominativo degli internati, erano affibbiati sulla divisa, scritti in nero su stoffa bianca, posti all'altezza del cuore e al centro della coscia destra, talvolta riportati su una placchetta di latta da portare al collo o al polso[51].

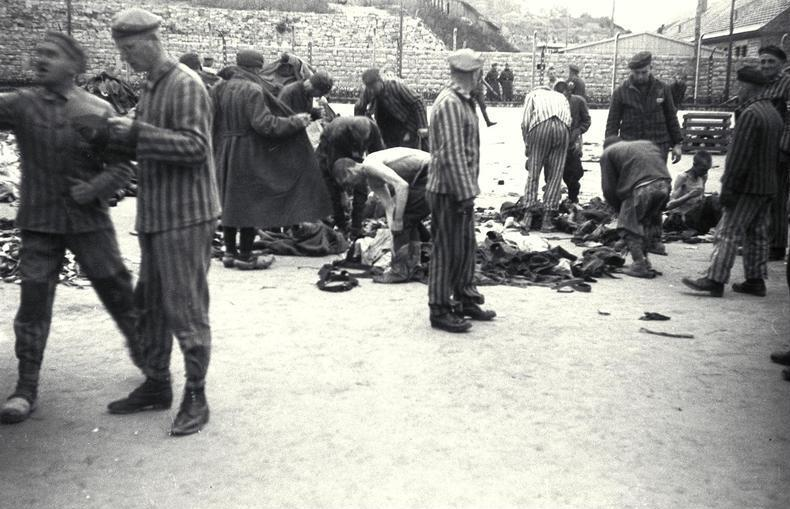
Prigionieri indossano la Zebra
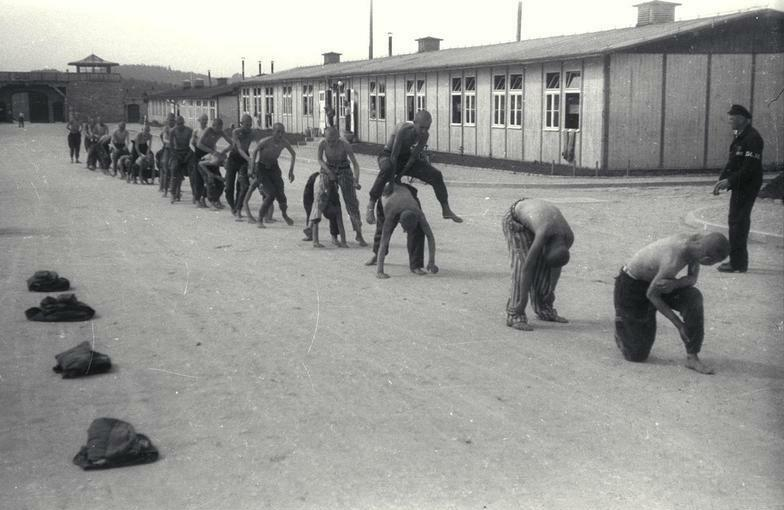
Un Kapo, dotato di una fascia al braccio, sorveglia prigionieri tormentati con inutili esercizi ginnici
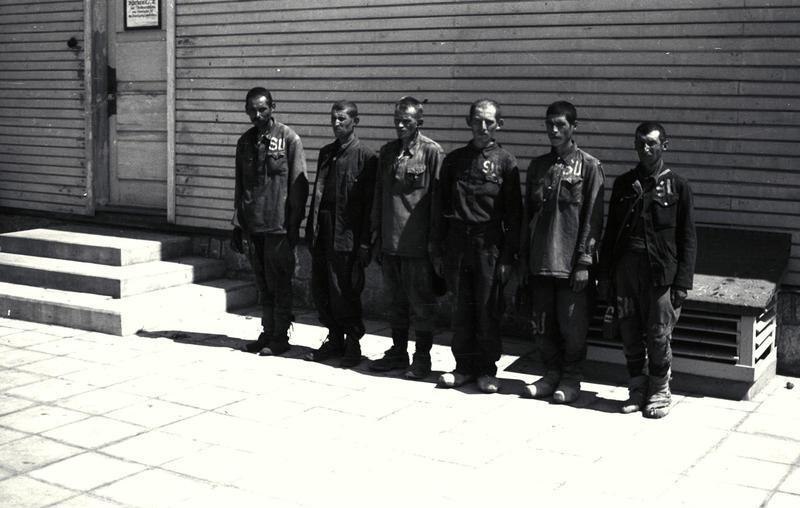
Prigionieri identificati con la sigla SU
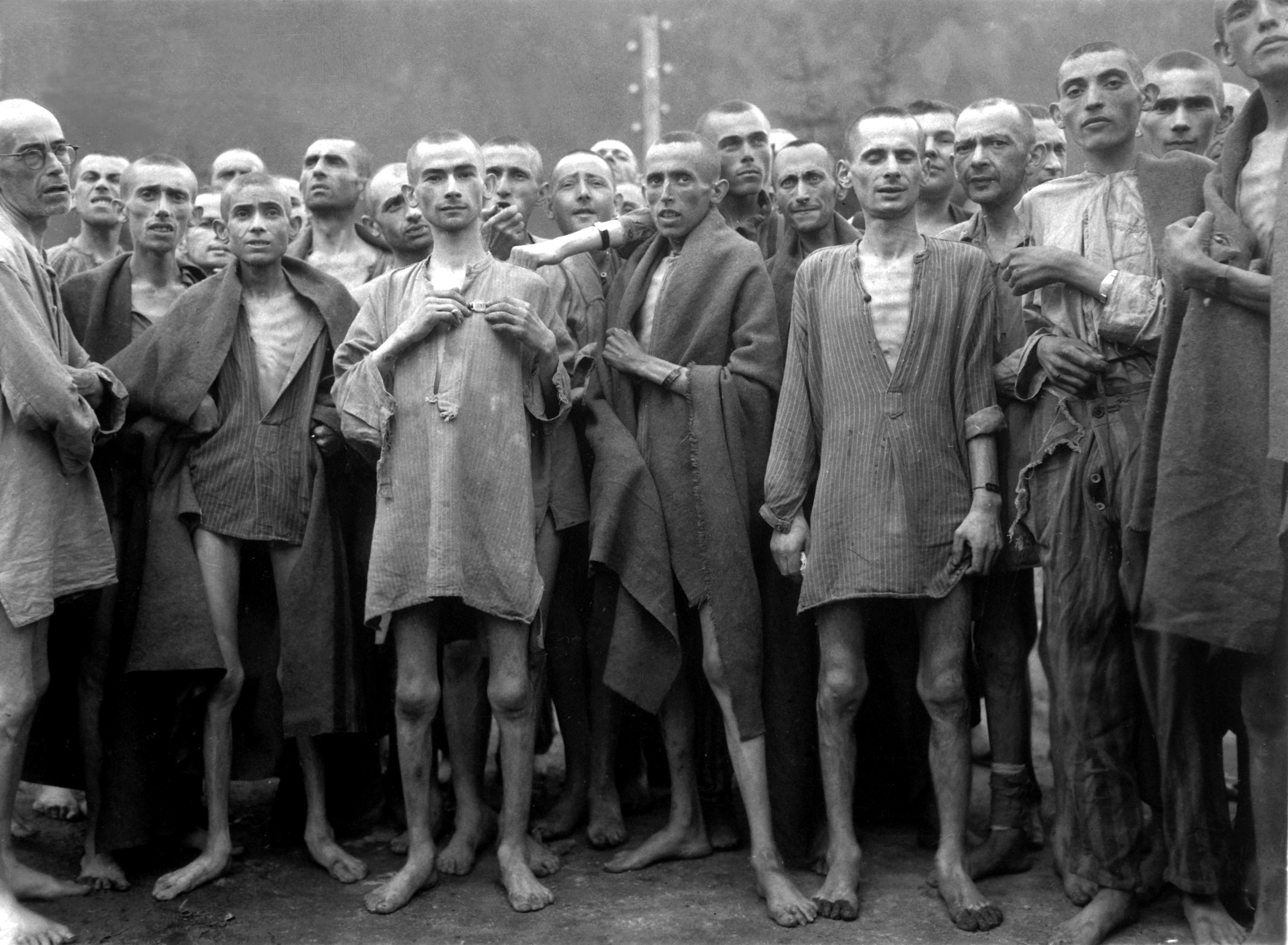
Numeri riportati sulle placchette di latta

## Caratteristiche
Mauthausen era detto il "campo madre", Mutterlager, o più propriamente Stammlager, di un gruppo di quarantanove cosiddetti "sottocampi" satelliti, detti anche Kommando, sparsi in tutta l'Austria. I deportati erano in primo luogo registrati e immatricolati, poi inviati nei blocchi di quarantena, infine "selezionati" e inviati al lavoro forzato nel campo principale o in uno dei sottocampi dipendenti.
Mauthausen fu gestito dal comandante Ziereis e dal suo vice, Bachmayer. Considerato Lager di punizione "3" per oppositori "irrecuperabili", la disciplina fu particolarmente feroce in confronto a quella in altri campi con il sistematico uso della tortura, dell'omicidio e dell'annichilimento psicofisico. I dati su i morti di Mauthausen sono fortemente incompleti, poiché molti testimoni non sopravvissero e a causa della distruzione di documenti e registri del campo.

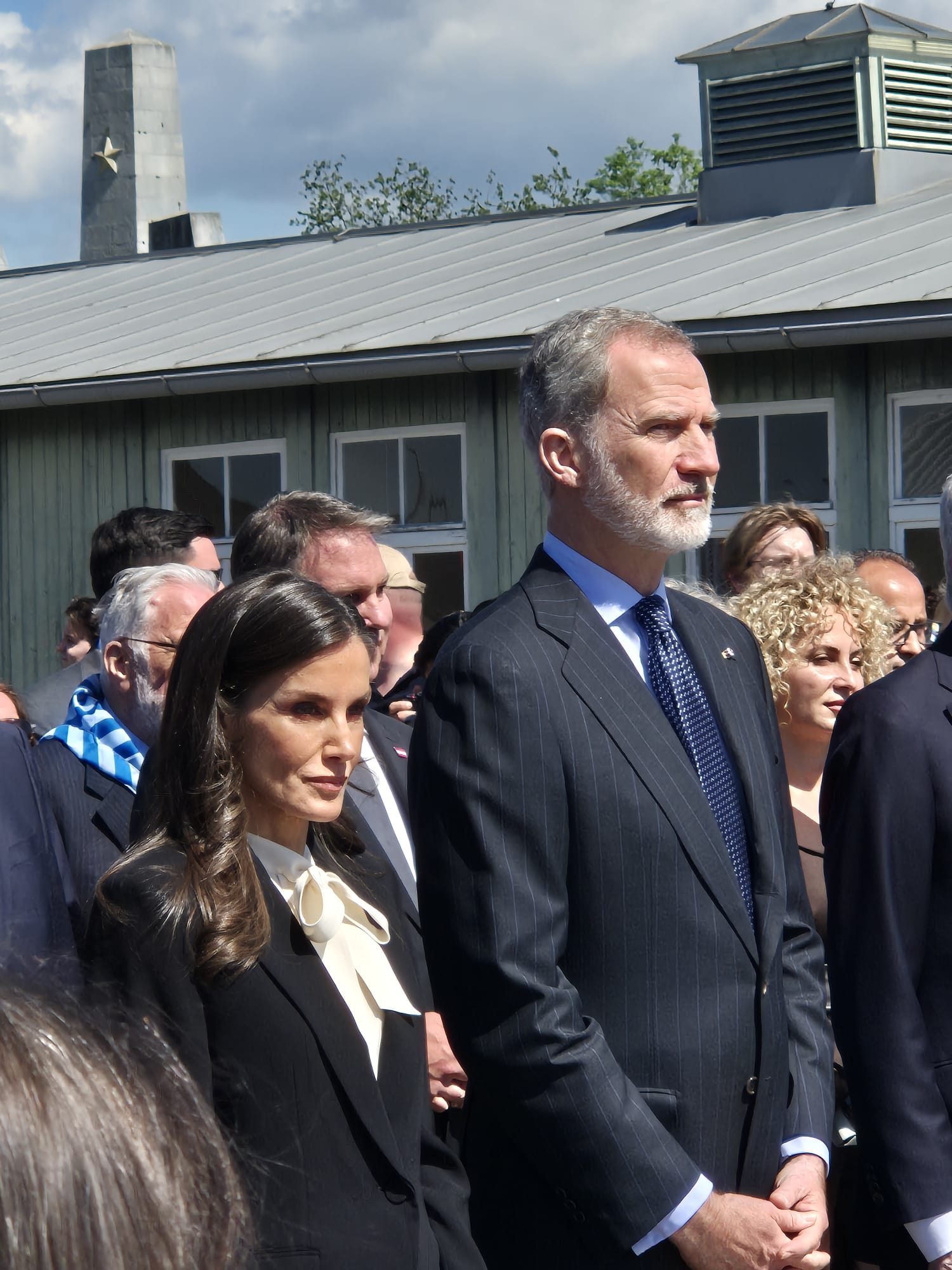
Re Felipe con la regina Letizia l'11 maggio 2025, a Mauthausen, durante la celebrazione dell'80° anniversario della liberazione del campo di sterminio.

Mauthausen non possiede enormi camere a gas, né strumenti particolari per l'eccidio di massa e apparentemente può sembrare un campo di lavoro forzato; questo perché lo sterminio era attuato appositamente e scientificamente mediante il lavoro stesso. La fame, il massacrante lavoro, l'esaurimento fisico e non ultime le epidemie, arrivarono a uccidere migliaia di persone al giorno; le vittime venivano rimpiazzate continuamente dai nuovi arrivi, per permettere il mantenimento della produttività e redditività del lager al massimo livello possibile. Si contarono dai 122 000 ai 155 000 morti, decessi avvenuti specialmente nei campi satelliti di Mauthausen.
L'estesa fortezza rettangolare di Mauthausen era dotata di due grandi ingressi: il primo che incontravano i deportati, era sormontato da una enorme aquila nazista demolita nel 1945 alla Liberazione dagli ex prigionieri; prima di entrare, sulla sinistra in basso, si vede ancora la grande piscina per le SS.
Questa porta dava ingresso al complesso del lager, formato dal lager di prigionia vero e proprio, le baracche delle SS, l'ospedale del campo o Revier (bruciato dagli americani nel '45), il Campo dei russi e la sottostante cava di granito.
Il secondo ingresso, chiamato dai prigionieri la "Porta mongola" per il suo stile asiatico, dava accesso all'area di prigionia riservata ai reclusi. Entrando ci si trovava di fronte a uno sconfinato piazzale leggermente in salita, denominato Piazzale dell'appello (Appellplatz), delineato a destra da edifici in muratura e sulla sinistra le baracche dei vari campi che suddividevano il lager. Nelle baracche vi erano letti a castello a tre piani, dove dormivano due detenuti per piano; i letti a castello sono stati ridotti a due piani, per una legge del 1950, sull'ammodernamento dei campi. Il primo degli edifici a destra era costituito dallo stabilimento bagni, il Washraum, dotato di enorme sala dove si radevano totalmente e si sottoponevano a doccia i deportati appena arrivati.
Prima di questo vi era il "Muro del pianto", sarcastico richiamo a quello sacro di Gerusalemme, dove i deportati subivano le prime violenze dalle SS. Era situato immediatamente a destra di chi entrava, oggi ricoperto di lapidi commemorative. Qui i deportati appena arrivati subivano le prime bastonature se si opponevano all'espropriazione di tutti i loro beni. Orologi, anelli, valute e preziosi di ogni tipo dovevano essere gettati in una buca indicata loro dalle SS.
Si ricevevano bastonate pure se si tentava di nascondere le foto dei propri cari; le foto erano tassativamente proibite dal regolamento: era il primo atto della spersonalizzazione del deportato.
Qui si portavano anche i prigionieri da punire, incatenandoli a dei ferri fissi nel muro e massacrati di botte senza pietà. Lasciati legati e sanguinanti la notte, a volte venivano fatti sbranare dai cani delle SS che tornavano ubriachi al campo.
Annessa allo stabilimento bagni vi era la grande lavanderia poi seguita dall'edificio più osservato e desiderato del campo, le cucine.
Tra le cucine e il Bunker successivo, vi erano il passaggio e il cancello che portava alla camera a gas e al crematorio.
Qui, nudi con un asciugamano sulle spalle (convinti di effettuare solo una doccia), i detenuti selezionati per l'eliminazione facevano la fila, a volte per ore, aspettando il loro turno per entrare nella camera a gas. Ma il più delle volte essendo vecchi numeri i prigionieri sapevano benissimo cosa li attendeva al di là del cancello.
Il Bunker era la prigione del campo costituito da numerose celle; era il luogo ove più di tutti si torturava in tutte le forme possibili. Vi si svolgevano interrogatori, esecuzioni e processi sommari.
Nel sotterraneo del Bunker vi era il Krematorium e una piccola camera a gas camuffata da sala docce. Questa camera era vicinissima ai forni, appena qualche metro come ancora si nota, ben visibili dai condannati che andavano alle camere a gas.
Ultimo edificio a destra era il nuovo ospedale in muratura, (oggi sede del Museo di Mauthausen) collegato direttamente al crematorio da un passaggio sotterraneo, collegamento veloce per lo smaltimento delle vittime dell'ospedale.
A sinistra tra i vari blocchi vi era il "Blocco della morte", dove prigionieri erano condannati alla fine per inedia, senza mangiare e bere: la morte più temuta nel campo. Un altro dei tanti metodi di sterminio quali la "Scala della morte" e il "Muro dei paracadutisti" della cava.

### La "Scala della morte" e il "Muro dei paracadutisti"
(Christian Bernadac, I 186 gradini, pag.10, op.cit.)
(René Mattalia - matricola 82423)

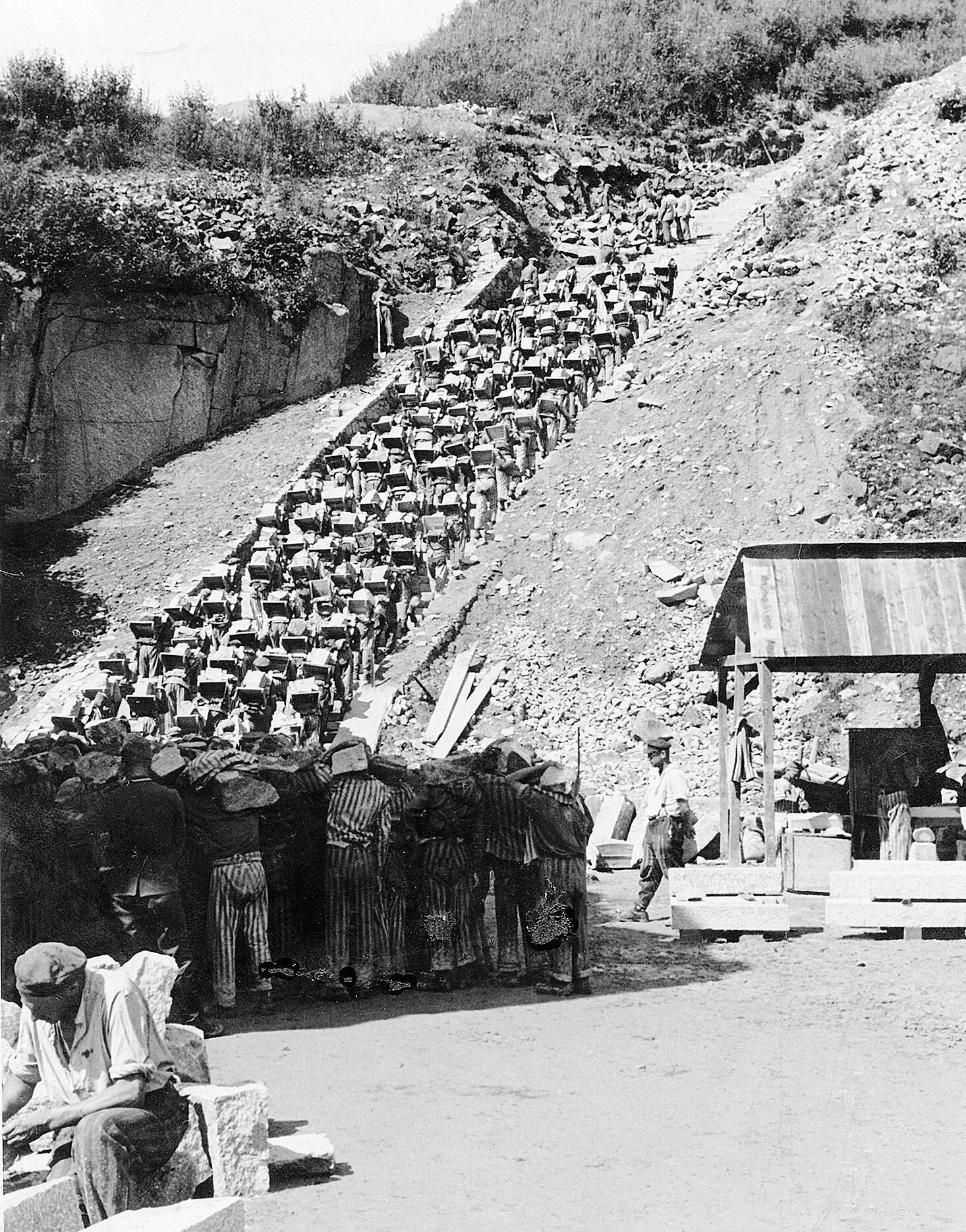
La Scala della morte. Gli internati, nella tipica fila per cinque imposta nei lager, salgono sulla scala, con dei massi caricati sulle spalle, facendo contemporaneamente un passo alla volta tutti insieme, per il necessario equilibrio della schiera sulla ripida scalinata di 186 gradini

In totale si stima che il numero di prigionieri che transitò a Mauthausen e in tutti i suoi sotto-campi sia stato di oltre 200 000, molti dei quali furono impegnati nel lavoro alle cave di pietra, usate perlopiù come Kommando di punizione verso deportati indisciplinati o "irriducibili".
Un giorno, durante una sua visita alla cava, Himmler ordinò di caricare una pietra di 45 chili sulle spalle di un deportato e di farlo correre fino a che morisse. Osservò l'agonia del detenuto, quanto tempo ci mise a spirare e trovò che questo metodo si era mostrato "efficace", e così Himmler ordinò di costituire una compagnia di disciplina che utilizzasse questo metodo di eliminazione; dei detenuti che cadevano morti sfiniti si scriveva successivamente sui registri del campo: "uccisi durante un tentativo di fuga".
Nella cava di Mauthausen, la Wiener-Graben, si estraeva il "granito viennese" che poi veniva tagliato, sempre nella cava, in blocchi squadrati da costruzione. Il lager di Mauthausen fu edificato trasportando a mano centinaia di migliaia di queste pietre sulla lunga via che collegava la cava al campo, situato in cima a una collina adiacente; quella strada era chiamata Blutstrasse, la "Via di sangue".
Migliaia di detenuti caddero sfiniti e morirono durante la costruzione della fortezza, recinta su 3 lati da un muraglione largo 2 metri e alto, in alcuni punti, fino a 8 metri.
Il primo tratto di collegamento tra la cava e il lager era un'altissima scala in pietra di 186 gradini che, superando un dislivello di 50-55 metri si raccordava in cima alla cava con la lunga strada che portava al campo, nota come la "Scala della morte".

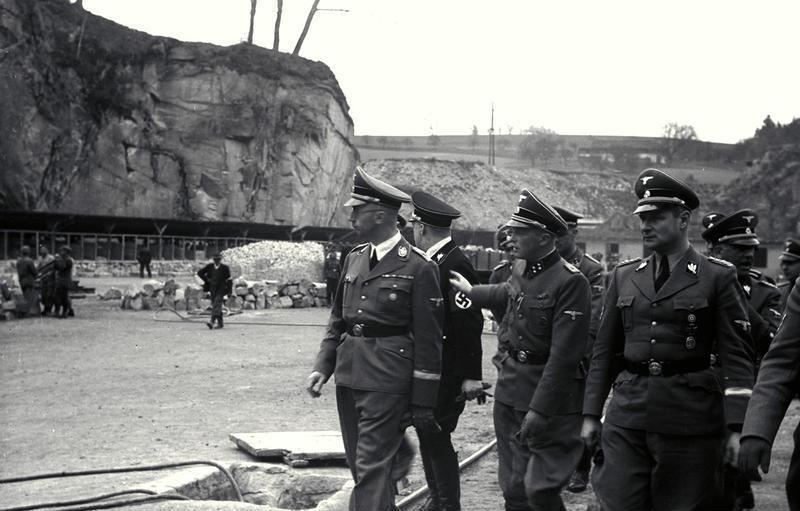
1941: Heinrich Himmler, visita le cave di pietra di Mauthausen, accompagnato da Franz Ziereis il comandante del campo: anche Himmler volle salire i gradini della "Scala della morte"

Raggiunta la strada vi era, sulla destra di chi saliva, un vertiginoso abisso formato da una parete verticale di roccia, senza alcun parapetto di protezione; era chiamato il "Muro dei paracadutisti" con sarcasmo macabro dagli aguzzini, dove i paracadutisti altri non erano che gli sventurati di turno che vi venivano precipitati e le pietre che avevano portato fin lassù, il loro ironico "paracadute".
Le SS vi gettavano sovente i detenuti che avevano portato su una pietra, secondo loro, giudicata troppo piccola; questo per le SS era considerato sabotaggio e il "lavativo" soprannominato paracadutista, punibile con la morte. Vi gettavano anche i deportati che vedevano nello stadio finale di logoramento fisico; alle SS bisognava sempre dimostrare di poter lavorare almeno per un giorno in più, se non si voleva finire subito al crematorio.
Una volta, racconta il Pappalettera nel suo libro Tu passerai per il camino, un prigioniero morì bene: si abbracciò a una SS precipitandosi con lei nel baratro. Da allora le guardie controllarono la salita dei reclusi dall'altro lato.
I prigionieri, già esili e denutriti, dovevano trasportare grossi blocchi di pietra, pesanti fino a 50 chilogrammi con zaini di legno legati alle spalle, sopra i 186 scalini di questa Scala, ben sapendo che semmai fossero arrivati sopra, li attendeva l'incognita delle SS del Muro dei paracadutisti; si organizzavano grosse schiere di deportati caricati di tali massi che salivano in processione la scala in un equilibrio precario e assai critico, dove un passo falso voleva dire scatenare un tragico domino di sassi, sangue e morte.
Spesso la scala era usata come strumento di sterminio. Si avvertivano le guardie che serviva un certo numero di morti per il crematorio (la mortalità dei campi era tenuta sotto controllo costantemente dal potere centrale a seconda delle esigenze di spazio per nuovi arrivi) e allora le guardie spingevano giù i primi prigionieri che avevano raggiunto la sommità dalla scala; quelli cadevano all'indietro con le pietre trasportate colpendo le file di deportati che seguivano e quelli a loro volta le file successive e così via, in un massacro di birilli umani; la scala, raccontano testimoni, si tingeva di rosso del sangue delle vittime.
Eppure anche veri paracadutisti vi trovarono la morte.
Vincenzo e Luigi Pappalettera nel loro quaderno Mauthausen, Golgota dei deportati scrivono:
"Il «Kugel Erlass» (decreto pallottola) prescrive che i paracadutisti alleati, i cosiddetti lavoratori liberi che disertano il lavoro e i militari che fuggono dai campi di concentramento devono essere mandati a Mauthausen per essere uccisi con un colpo alla nuca.
Il 5 settembre 1944 portano a Mauthausen 47 paracadutisti olandesi, inglesi e americani che avevano tentato la fuga.
Ebbene, Ziereis non obbedisce a questo già feroce regolamento, che contravviene agli accordi di Ginevra:
raduna i 47 prigionieri sull'Appelplatz, li fa radere e ne rade uno egli stesso provocandogli vaste ferite. Poi fa scrivere sul loro petto il numero di matricola, cerca ogni pretesto per picchiarli, li schernisce, dicendo che tra poco faranno di nuovo i paracadutisti. Le vittime non sanno ciò che Ziereis ha in mente. Il suo fido vice, il capitano Bachmayer, aizza il cane «Lord» contro un giovane dal portamento vigoroso che perde i sensi per un profondo morso all'avambraccio destro. Poi, Ziereis ordina alle SS e ai Kapo di portare i paracadutisti alla cava. Invita ufficiali e sottufficiali SS e le loro mogli ad assistere al macabro spettacolo. I paracadutisti a piedi nudi sono costretti a trasportare pesanti macigni su per la scala della morte, incitati a far presto con calci negli stinchi e bastonate. In cima al 186 scalini devono scaricare le pietre e correre giù a prenderne altre. Sono uccisi tutti durante quel pomeriggio e il mattino successivo. Chi a fucilate dalle SS che si divertono a vedere rotolare giù l'uomo colpito e la sua pietra per constatare quante altre cadute provoca: un tragico gioco ai birilli umani; chi è gettato nel baratro dal «muro dei paracadutisti», chi cade stremato. Alcuni prigionieri affrettano la propria fine correndo verso le sentinelle per essere fucilati. Uno di loro, per porre fine a quella disumana sofferenza grida: «Sentinella, spara. Sono un ufficiale, mira diritto al cuore»".

### Il campo femminile
All'interno del campo erano presenti trenta blocchi ma ce ne fu anche uno speciale, il "Blocco 20". Secondo la testimonianza di Giuliano Pajetta, un antifascista italiano, questo blocco era separato dagli altri ed era predisposto per ospitare 500 persone che divennero in un dato momento anche 2 000. La maggioranza dei reclusi era di cittadinanza sovietica e viveva in condizioni persino peggiori degli altri internati nel campo. La sopravvivenza era praticamente impossibile: la razione era la metà, i prigionieri non disponevano nemmeno di una scodella e di un cucchiaio ed ogni mattina "ammucchiati" al di fuori del muro esterno si vedevano trenta, quaranta cadaveri. Nella notte tra il 31 gennaio ed il 1º febbraio 1945 un gruppo di paracadutisti russi e slovacchi appena internati si rese conto di ciò e decise quantomeno di tentare una fuga approfittando di un'abbondante nevicata che aveva colpito il campo. I reclusi spalarono la neve accumulandola ai bordi delle mura del blocco, prepararono armi improvvisate usando pezzi di legno e maniglie e sacchetti pieni di pietre e ghiaccio. Intorno alla mezzanotte, al grido Urrà, assalirono le guardie sottraendo anche alcune armi e scavalcarono le mura scappando per le campagne circostanti. Tuttavia le precarie condizioni fisiche impedirono a molti di andare lontano, venendo così ricatturati dai nazisti ed ammazzati come cani.
In seguito si è saputo che questa baracca serviva inizialmente come infermeria e che nei primi mesi del 1944 divenne luogo di detenzione prevalentemente degli ufficiali sovietici deportati per essere eliminati o per prigionieri ricatturati dopo tentate evasioni. I deportati qui non erano registrati (né con nome né con numero) e venivano chiamati genericamente prigionieri K (da Kugel, pallottola, per via della loro prevista condanna a morte per mezzo di colpo di pistola alla nuca, anche se in realtà la maggior parte morì per fame). Il suddetto tentativo di fuga fu seguito da quella che le SS chiameranno la "Caccia al coniglio del Mühlviertel" (con la partecipazione della popolazione locale), che durò tre settimane. Evasero circa 500 internati, quasi tutti furono ricatturati e giustiziati sul posto o morirono di stenti nel tentativo di fuga. Tuttavia oltre una decina di essi riuscì a scappare con successo riacquistando la libertà, grazie anche all'aiuto di alcuni coraggiosi contadini delle campagne austriache che offrirono un riparo.
Nel settembre 1944 venne aperto anche un campo femminile, con il primo trasporto di donne provenienti da Auschwitz; altri trasporti, con donne e bambini, giunsero a Mauthausen dagli altri campi di Ravensbrück, Bergen Belsen, Gross Rosen, e Buchenwald.

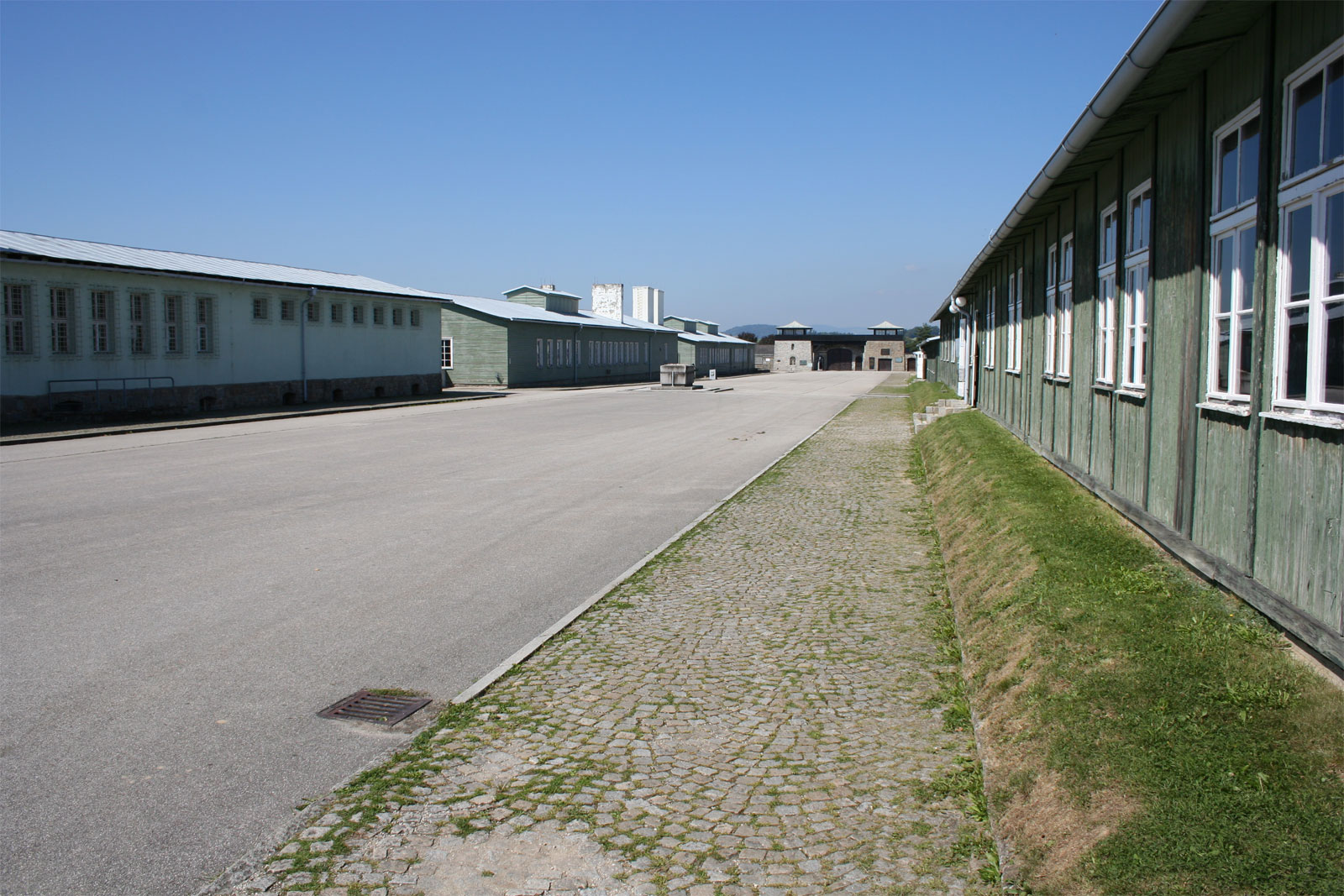
Appellplatz (Piazzale dell'appello) di Mauthausen. Sullo sfondo la "Porta mongola" e a sinistra il "Bunker" con le prigioni del campo e il crematorio nel sotterraneo.

Oltre al trasporto delle prigioniere, giunsero a Mauthausen anche diverse guardie donne, delle quali almeno venti servirono nel campo centrale, e altre sessanta nell'intero complesso, e in particolar modo nei sottocampi di Hirtenberg, Lenzing (il più grande sottocampo in Austria), e St. Lambrecht. Il comandante del reparto femminile di Mauthausen fu inizialmente Margarete Freinberger, sostituita poi da Jane Bernigau.
Di tutte le guardie donne che servirono a Mauthausen, la maggior parte di loro fu reclutata tra il settembre e il novembre 1944 dalle città e dai villaggi austriaci; una di esse proveniva da Schwertberg, un piccolo villaggio distante pochi chilometri dal campo di concentramento di Mauthausen: Edda Scheer, che lavorava in una fabbrica a Hirtenberg, fu reclutata forzatamente nel settembre 1944 e inviata a Ravensbrück per seguire l'addestramento come Aufseherin: la sua ferocia stupì persino le SS.
Poco tempo dopo fu inviata al sottocampo di Hirtenberg presso Vienna; ma dopo l'evacuazione delle SS nell'aprile del 1945, Edda venne destinata a Mauthausen. Dopo la guerra dichiarò, circa il campo di Mauthausen: «Di tanto in tanto [noi] trasportavamo un prigioniero al forno crematorio perché un morto è sempre un morto». Non fu mai punita per i suoi crimini.
Secondo alcune fonti anche Hildegard Lachert servì a Mauthausen.

### Vita e morte nel lager
(Berlino 4 agosto 1942 - Estratto del Decreto Nacht und Nebel (Notte e Nebbia) a uso dei campi di concentramento - f.to dottor Hoffmann)

#### La giornata lavorativa
Appena giunti al campo i nuovi arrivati subivano le minacce delle SS: "Siete venuti qui per morire... tra quanto... dipenderà da voi! Comportatevi bene o andrete subito in crematorio!" Dicevano indicando con il bastone il fumo nero che usciva dai camini dei forni. Poi subivano l'esproprio dei beni e chiunque cercava di conservare un bene prezioso o solo una foto veniva bastonato a volte anche a morte. Rasati in ogni parte del corpo, indossate le divise da prigioniero, diventavano solo un numero cessando di essere considerati normali esseri umani ma solo "pezzi".
Chiusi nei blocchi di quarantena, i deportati erano sottoposti a un regime di violenza dura, dove si piegava loro ogni volontà di ribellione possibile e poi avviati, al lavoro schiavo per il Terzo Reich.
La sveglia era alle 5, un surrogato di caffè senza zucchero come prima colazione; alle 12 una zuppa di verdure essiccate e di rape cotte nell'acqua, la sera circa 30 grammi di pane con un cucchiaino di margarina o di ricotta o una sottile fettina di salame. In tutto circa 1 000 calorie al giorno al posto delle 3 000 necessarie.
(V. e L. Pappalettera, Mauthausen, Golgota dei deportati, op.cit.)
Il Comando obbliga due appelli al giorno, in andata e ritorno dal lavoro. Perfettamente incolonnati in fila per cinque, debbono rimanere in piedi all'aperto, 3 o 4 ore al giorno, con qualsiasi condizione meteorologica; a volte si sbaglia e la conta ricomincia, allungando i tempi dell'appello. Molti cadono in terra stremati, è proibito rialzarli se non si vuole prendere le stesse bastonate dagli aguzzini; molti muoiono durante questi appelli. Sono contati i vivi e i morti. E poi marciare, trasportare pietre e fare ogni tipo di lavoro. Al ritorno riportare al campo altri compagni che sono morti e un'ultima volta contati, abbandonarli sui mucchi di cadaveri in attesa per il crematorio.
Al rientro in baracca; il kapo segnala le mancanze avvenute nella giornata lavorativa. Sono annotati i numeri di coloro che si sono resi colpevoli di negligenze o atti considerati lesivi per il Reich; già andare alla latrina in orario di lavoro e senza permesso è una mancanza grave. Nei casi più benigni la cosa si risolve con un'abbondante bastonatura, uso di frusta o violenti pugni sul viso a cui il deportato, il regolamento lo impone, deve presentarsi in piedi e in silenzio a ricevere tutti i colpi e addirittura contarli, se cade o scappa si ricomincia daccapo. Ma vi sono casi in cui il kapò legge i numeri davanti a un secchio d'acqua o fa aprire il tombino della fogna: è una sentenza di morte inappellabile dove l'aguzzino affoga o fa affogare il detenuto nel secchio d'acqua o nella miserabile fogna; a eseguire sono magari gli stessi compagni della vittima obbligati dalla prospettiva di una morte ancora peggiore.

#### La gestione dei prigionieri
La gestione dei prigionieri nei diversi sottocampi di Mauthausen includeva molteplici tipi di lavoro; oltre a cave, miniere e scavi di tunnel, coltivazioni, sgombero delle città dalle macerie dei bombardamenti, anche fabbriche industriali belliche come quelle di assemblaggio dei caccia Messerschmitt Me 262 e industrie della Steyr, Siemens e della Heinkel.
Inoltre la manodopera coatta era affittata alle Società che ne facevano richiesta e anche qui i detenuti sfiniti venivano rinviati al lager per essere uccisi e sostituiti con manodopera nuova quando le maestranze delle ditte appaltatrici ne facevano richiesta.
I prigionieri erano costretti a lavorare anche per 24 ore consecutive, fino al totale sfinimento. I sopravvissuti che avevano lavorato su progetti segreti militari erano regolarmente uccisi.
La differenza di Mauthausen con i lager dell'est, lager come Birkenau, Treblinka, Sobibor ecc., attrezzati per il grande genocidio verso le etnie considerate inferiori (in primis quella ebraica), era principalmente l'ampiezza dell'impianto di sterminio – fra le più imponenti– e il fatto che i deportati in questo campo erano principalmente oppositori politici, partigiani o sabotatori, provenienti da tutte le parti d'Europa e in stragrande maggioranza uomini adulti.
Su Ebrei e non, si operava sempre la selezione per chi poteva lavorare, dove i deportati scelti potevano avere solo il privilegio di vivere qualche mese in più rispetto ai deportati inutilizzabili, uccisi immediatamente al loro arrivo. In sintesi lo sterminio nazista era di due tipi: diretto o ritardato dal lavoro; in quest'ultimo la morte era prorogata fino a quando il detenuto aveva le forze per continuare a lavorare.
In tutti i lager veniva costantemente e uniformemente applicato il binomio "selezione-sostituzione" là dove era necessario, un continuo ricambio cercava di portare la produzione a livelli più alti possibili e aumentare paradossalmente anche lo sterminio; ciò perché un ricambio maggiore con manodopera fresca era uguale a più rinvigorimento della produzione e a più mortalità.
L'eliminazione della manodopera inabile veniva svolta il più rapidamente possibile; prima si eliminavano le "zavorre umane" (ballastexistenzen) e prima si risparmiava sul loro mantenimento. Per chi non poteva più lavorare scattava subito la condanna a morte.

#### Epilogo
La vita nel campo non aveva più nulla di umano e alto era il tasso di suicidi, spesso buttandosi sui reticolati ad alta tensione del campo considerata per la rapidità la morte migliore e più "dolce" nel lager.

### Metodi di sterminio
(Commento di un sopravvissuto innominato a Mauthausen)

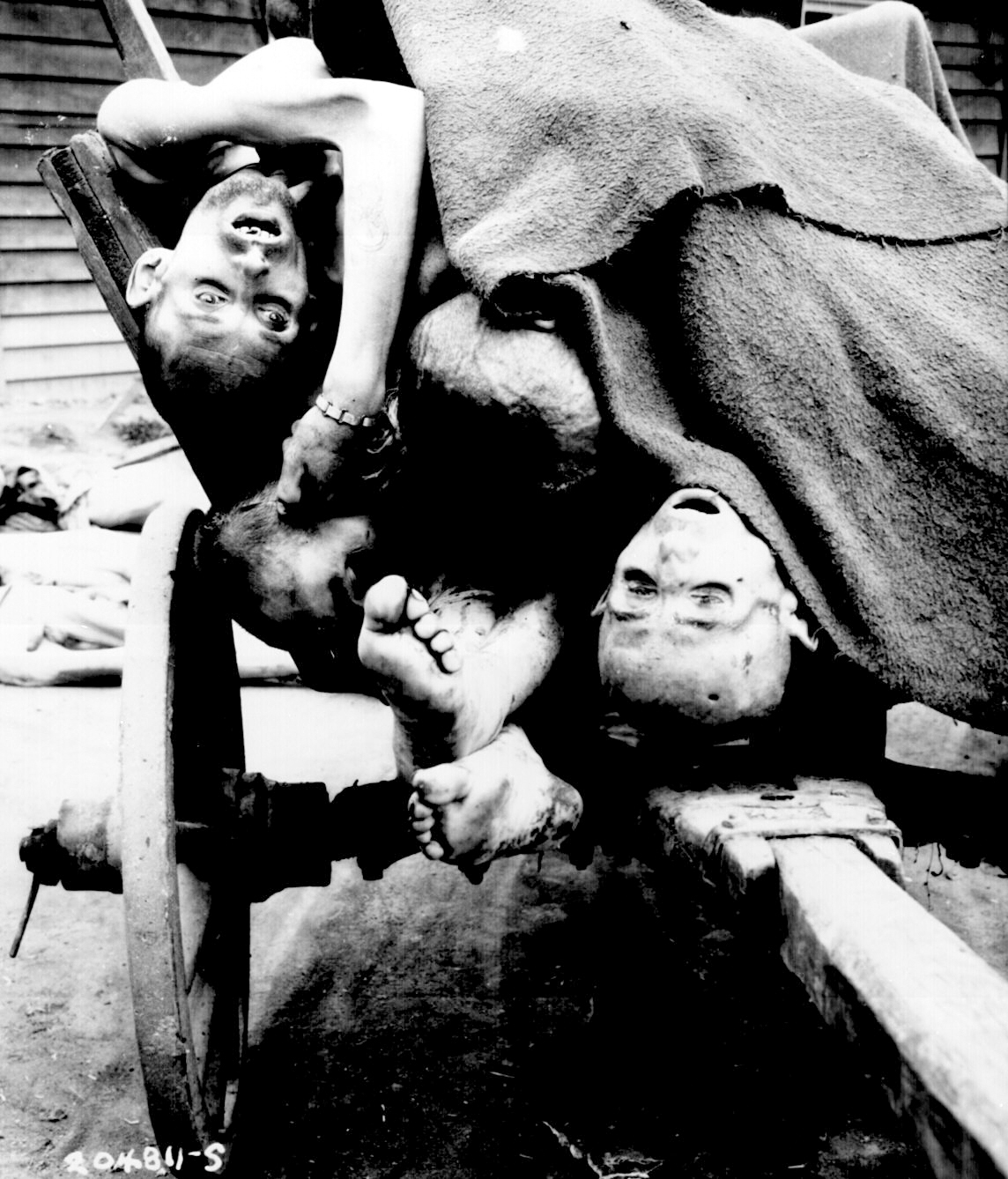
Vittime del campo di Gusen, raccolte per essere sepolte in fosse comuni dagli abitanti del luogo, dopo la liberazione del campo.

I metodi di sterminio della "Fabbrica della Morte" includevano:
- Le impossibili condizioni di vita[80][81] e del lavoro coattivo nelle cave di pietra e in quello dei sottocampi[82][83]
- Condanne a morire di inedia per fame e sete nei blocchi della morte[84][85]
- Le camere a gas, di Mauthausen, del Castello di Hartheim e quelle nelle baracche di Gusen[86]
- Provocare lo sfracellamento dei portatori di pietre sulla Scala della Morte e nel precipizio della Cava[87][88]
- Prigionieri sospinti dalla ripida rupe chiamata "parete dei paracadutisti" e suicidi indotti dalla disperazione[89]
- Colpi d'ascia[90], o di armi bianche, operati da squadre criminali su folle di deportati[91]
- Percosse, frustate, torture, strangolamenti e sbranamenti dai cani delle SS[67]
- Soppressione della quasi totalità degli ammalati[92] con iniezioni al cuore[93]
- Introduzione nei forni crematori di soggetti ancora vivi (venne fatto con alcuni prigionieri di guerra sovietici[94])
- Annegamenti forzati in secchi d'acqua o nella fogna ancor già per lievi mancanze[95]
- Il suicidio tramite la "morte svelta e dolce" tramite il filo spinato elettrificato; ogni giorno decine di deportati regolarmente si toglievano la vita in questo modo[78][96]
- Colpo di rivoltella alla nuca durante false misurazioni dell'altezza dei deportati, chiamati per questo "Prigionieri K" da Kugel "pallottola"[97]
- Le camere a gas mobili, mediante un camion con il tubo di scappamento rivolto all'interno del vano posteriore del veicolo che gasava una trentina di vittime lungo i cinque chilometri di tragitto tra i crematori di Mauthausen e Gusen in andata e ritorno: i trasporti ebbero una frequenza dai 15 ai 47 al giorno, dal 1942 al 1943. Scaricati i cadaveri dei gasati all'arrivo a uno dei crematori, dove venivano bruciati, si caricavano altri sventurati prigionieri destinati a giungere morti all'altro crematorio. Il comandante del campo Franz Ziereis ammise di aver guidato questo veicolo diverse volte[98]
- Idranti gelati in inverno; circa 3 000 prigionieri morirono di ipotermia in una sola notte dopo che furono costretti nudi a rimanere di notte all'aperto, con temperatura sottozero, irrorati con acqua gelata fino al mattino; erano massacri tipici di Mauthausen chiamati “Totbadeaktionen” (Bagni di morte)[99]
- Fucilazioni di massa
- Promiscuità in ambienti senza igiene con portatori di malattie infettive gravi che davano origine a estese epidemie nel campo[100]
- Vestiario troppo leggero per le temperature polari invernali; molti detenuti cadevano morti assiderati durante gli interminabili appelli. Era punito chi si imbottiva con giornali o stracci
- Esperimenti medici su cavie umane[101]
- La "raccolta dei lamponi", la farsa macabra di dotare i detenuti di cestini e obbligarli alla raccolta dei lamponi che si trovavano fuori dei reticolati elettrici del campo, ne seguiva la fucilazione da parte delle sentinelle per “tentata fuga”[102]
- Dissanguamento, diverse centinaia di prigionieri morirono dissanguati dopo che vennero inviati per trasfusioni a soldati tedeschi feriti sul Fronte orientale
- Iniezioni letali nel cuore con fenolo, benzina o altre sostanze venefiche che uccisero migliaia di persone[99][103]
- Impiccagioni e autoimpiccagioni comandate
- Sterminio con regime alimentare volutamente ipocalorico e scarso per il pesante lavoro, appositamente studiato per far durare pochi mesi il deportato, per cui, in media, ogni settimana più di 2 000 prigionieri morivano di fame; quest'ultima fu tra le maggiori cause dell'alto tasso di mortalità nel lager[104][105][106]

Inoltre le razioni di cibo vennero limitate nel periodo tra il 1940 e il 1942, con gli internati che raggiunsero il peso medio di 42 chilogrammi. I trattamenti medici erano praticamente inesistenti a causa della politica ufficiale tedesca. Era già precalcolato il guadagno sul lavoro coatto del deportato nei suoi pochi mesi di vita media nel Lager, calcolo del guadagno al netto, decurtato delle spese di mantenimento giornaliero di marchi 1,35 per i deportati di sesso maschile e di marchi 1,22 per il sesso femminile e persino delle spese di cremazione, valutate in marchi 4,50. Il sistema di sterminio serviva a fare posto ad altri condannati, nel ciclo incessante delle morti provocate e dei rimpiazzi con i nuovi arrivi di manodopera nuova.
Dopo la guerra, uno dei sopravvissuti, il dottor Antoni Gościński ha descritto 62 modi diversi di uccisioni nei campi di Gusen I e Mauthausen. Hans Maršálek d'altronde ha stimato che l'aspettativa di vita media dei prigionieri appena arrivati a Gusen variava da 6 mesi tra il 1940 e il 1942, a meno di 3 mesi all'inizio del 1945

## La denuncia dei Gusenbauer
Di fronte alla cava si erge una collina, sulla quale risiede il cascinale di proprietà della famiglia Gusenbauer. La famiglia risiede in questa zona da molti anni prima del campo, e ha assistito alla costruzione della cava e poi del lager.
Nel 1941, quando il campo era in piena attività, la signora Eleonore Gusebauer assisteva quotidianamente ai massacri dalla propria finestra, dato che la cascina si affacciava proprio sulla cava. Decise di sporgere denuncia alla polizia:
Alla polizia di Mauthausen, al Consiglio Provinciale di Perg.
Nella cava del campo di concentramento di Mauthausen, gli internati sono ripetutamente vittime di sparatorie; quelli colpiti gravemente vivono ancora per un po' e rimangono a giacere vicino ai morti per ore quando non per mezza giornata.
La mia proprietà si trova su una collina vicino alla cava e mi può accadere spesso di essere testimone involontaria di tali oltraggi.
Io, ad ogni modo, sono debole e una tale visione produce una tale tensione per i miei nervi che, a lungo andare, non la potrò più sopportare.
Chiedo che si faccia in modo di porre fine a tali azioni inumane oppure vengano compiute dove non possano essere viste.
Eleonore Gusebauer»
La denuncia non fu mai ascoltata e non ci furono nemmeno ripercussioni ed intimidazioni sulla famiglia.

## IlDiario di Gusendi Aldo Carpi
(L'editore nella prima di sovraccoperta)
Arrestato il 23 gennaio 1944 dai fascisti, a Mondonico in Brianza e tradotto nel Carcere di San Vittore a Milano, un mese dopo, forse il 20 febbraio il pittore e scultore, nonché accademico dell'Accademia di belle arti di Brera (e dopo la liberazione direttore della stessa Accademia), Aldo Carpi, transitando nei sotterranei della stazione di Milano Centrale viene "trasportato" su un carro bestiame a Mauthausen. Il "diario" che Carpi decide di scrivere nonostante il pericolo di vita per la sua stesura e possesso, rappresenta una testimonianza completa del famigerato campo di sterminio. La testimonianza di Carpi è duplice, non ha solo scritto sul campo, ma ha disegnato il campo, i suoi personaggi e particolari in una sorta di reportage che rende appunto unica la sua testimonianza.
A questo si aggiunge il "Diario di deportazione" di Giovanni Carretta (revisionato dal figlio Michele Carretta e dalla nipote Elena), dove vengono narrate le vicende di un giovane italiano che, unitosi ai partigiani, fu in seguito catturato insieme con i compagni dai Tedeschi, finendo nel campo di concentramento di Mauthausen. Successivamente lavorò anche nel campo-satellite di Gusen I e II.

## Mauthausen nella memoria

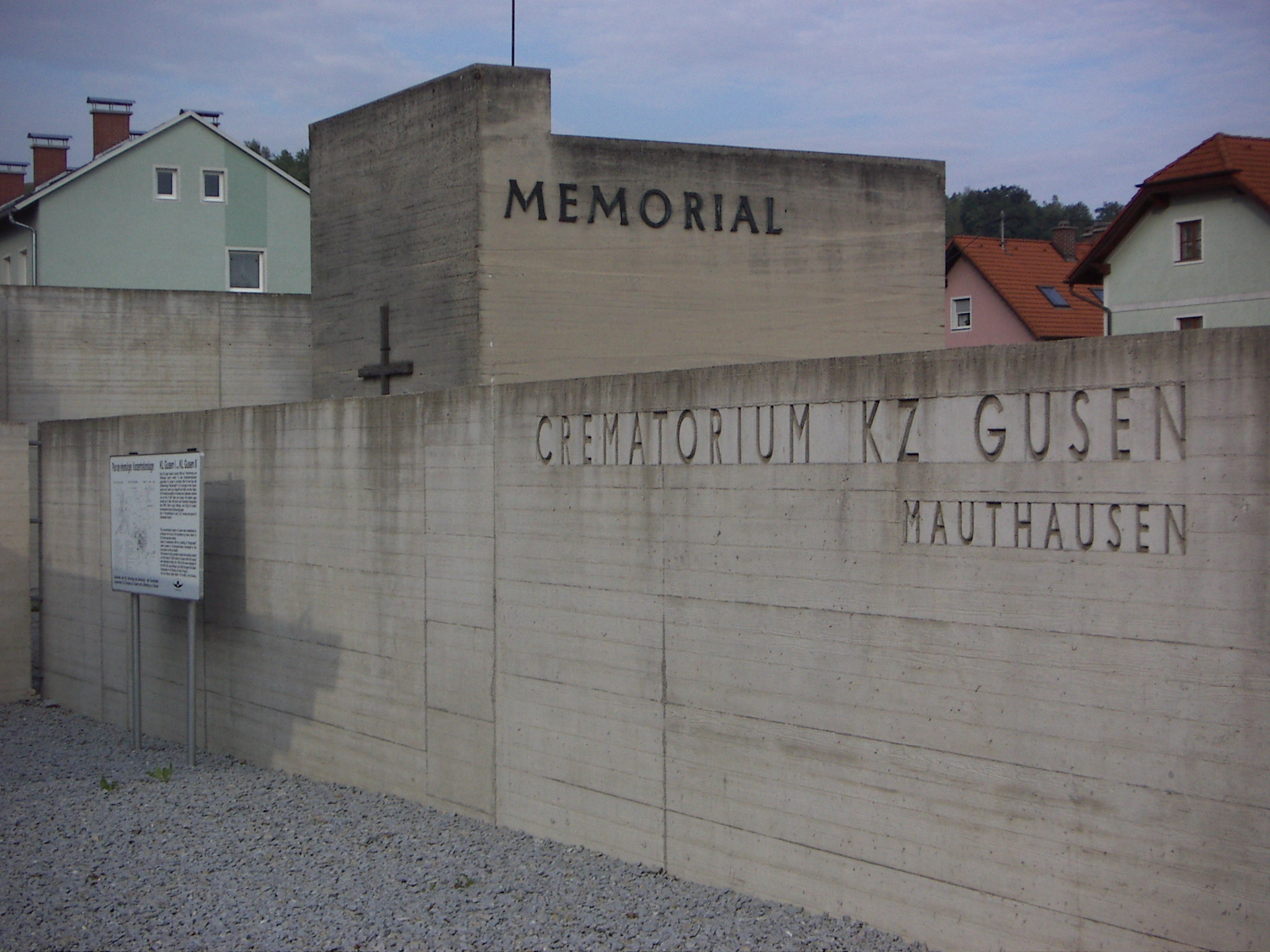
Memoriale di Mauthausen Gusen

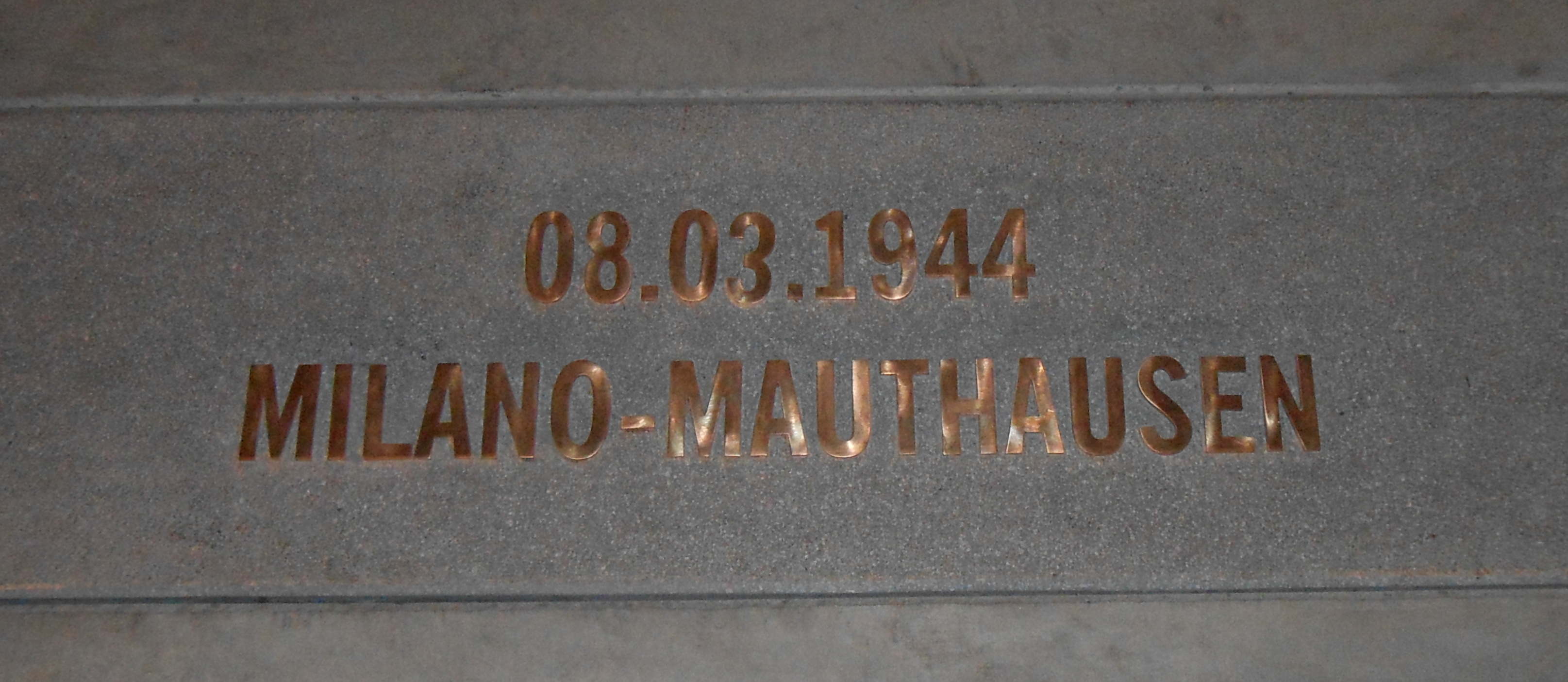
Una delle targhe a pavimento del Memoriale della Shoah di Milano, al binario 21, destinazione: Mauthausen

In Europa e nel mondo molti sono i musei, i memoriali che hanno targhe, artefatti, foto e documenti
per ricordare le vittime di Mauthausen, dal Cimitero di Guerra Internazionale al Mauthausen Memorial di Linz e al Memoriale Crematorium KZ di Gusen. Il 13 aprile 2014 il Memoriale di Gusen ha scoperto una targa commemorativa in onore dei 450 testimoni di Geova che furono internati sia a Mauthausen sia a Gusen

### La memoria in Italia
L'Istituto piemontese per la storia della Resistenza e della società contemporanea "Giorgio Agosti" (Istoreto) conserva testimonianze e documenti di ex partigiani deportati a Mauthausen fra cui quattro dipinti, unici nel loro genere, del campo di sterminio di Mauthausen «realizzati con mezzi di fortuna» dall'internato Alessandro Tartara nel campo di Mauthausen.
Il Memoriale della Shoah di Milano, ha vicino al "binario 21" una serie di targhe a pavimento, tante, quanti furono i viaggi dei deportati dalla Stazione Centrale di Milano per Mauthausen, Ogni targa riporta la data di partenza per il campo di sterminio.
I viaggi della memoria [a] Mauthausen, sono una iniziativa, per ora in via sperimentale, dell'Istituto Nazionale per la Storia del Movimento di Liberazione in Italia (INSMLI) in collaborazione con il Centro di documentazione ebraica contemporanea (CDEC), che fanno parte di viaggi rivolti a studenti di scolaresche e a docenti, per far conoscere le atrocità commesse nel sistema concentrazionario nazista. L'iniziativa prevede anche seminari formativi rivolti ai docenti che partecipano a quei "Viaggi" curati dalla Provincia di Milano. Il campo di Mauthausen con i relativi sottocampi, sono oggetto di questa iniziativa.

## Vittime
(Ernst Kaltenbrunner al Processo di Norimberga)
In totale più di 122 000 persone trovarono la morte durante la guerra a Mauthausen-Gusen e nei vari sotto-campi del complesso. Prima della fuga, il 4 maggio 1945, le SS tentarono di distruggere le prove dei crimini da loro commessi, e approssimativamente solo 40 000 vittime vennero identificate.

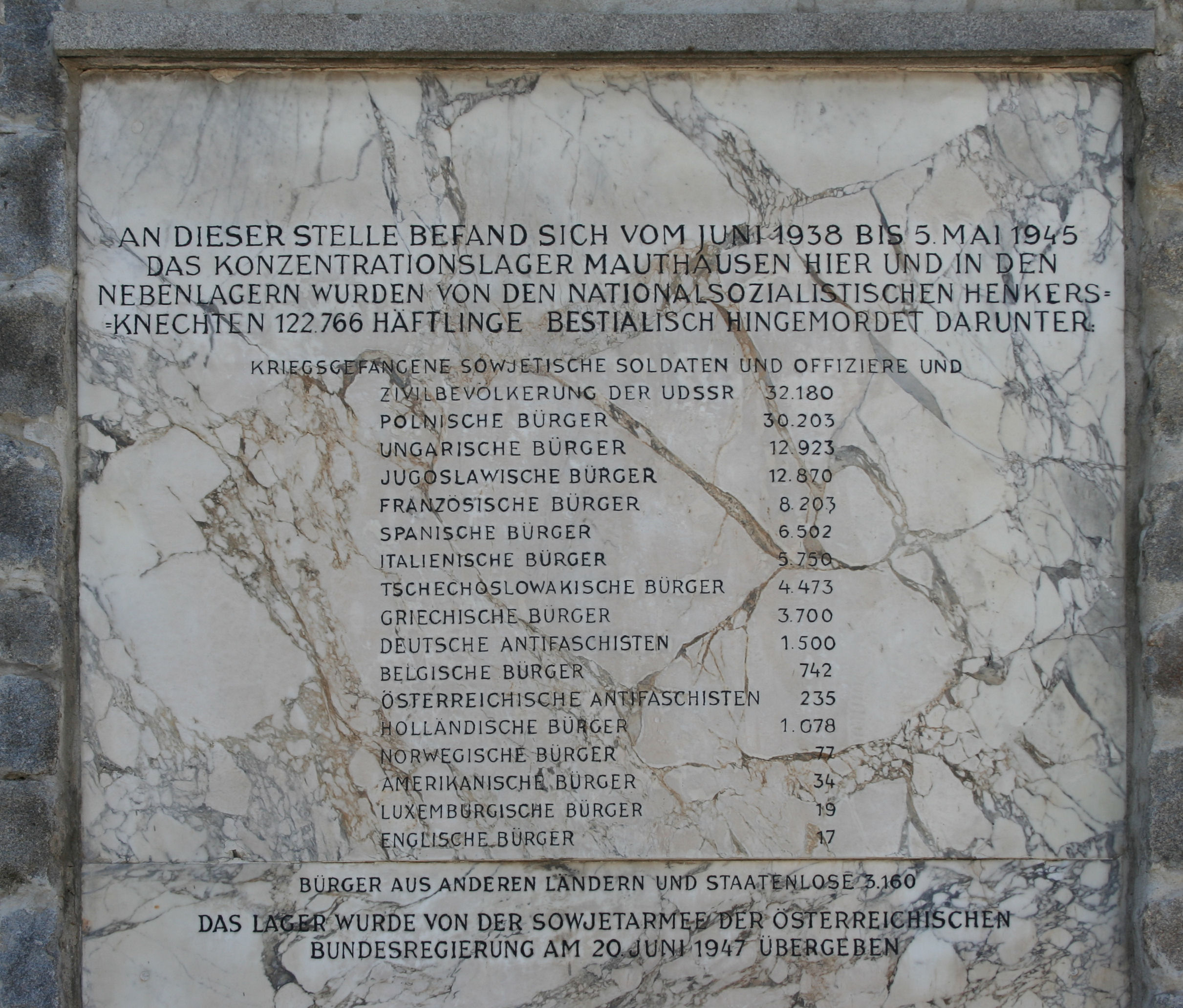
Lapide all'ingresso del campo di Mauthausen che ricorda le vittime dello sterminio

- soldati, funzionari e civili sovietici: 32 180
- cittadini polacchi: 30 203
- cittadini ungheresi: 12 923
- cittadini jugoslavi: 12 870
- cittadini francesi: 8 203
- cittadini spagnoli: 6 502
- cittadini italiani: 5 750
- cittadini cecoslovacchi: 4 473
- cittadini greci: 3 700
- antifascisti tedeschi: 1 500
- cittadini belgi: 742
- antifascisti austriaci: 235
- cittadini olandesi: 1 078
- cittadini norvegesi: 77
- cittadini americani: 34
- cittadini lussemburghesi: 19
- cittadini inglesi: 17
- cittadini di altre nazioni ed apolidi: 3 160

Il campo fu consegnato dall'esercito sovietico al governo federale dell'Austria il 20 giugno 1947»
(Traduzione dell'iscrizione su una lapide all'ingresso del campo)

## Famosi prigionieri internati a Mauthausen-Gusen

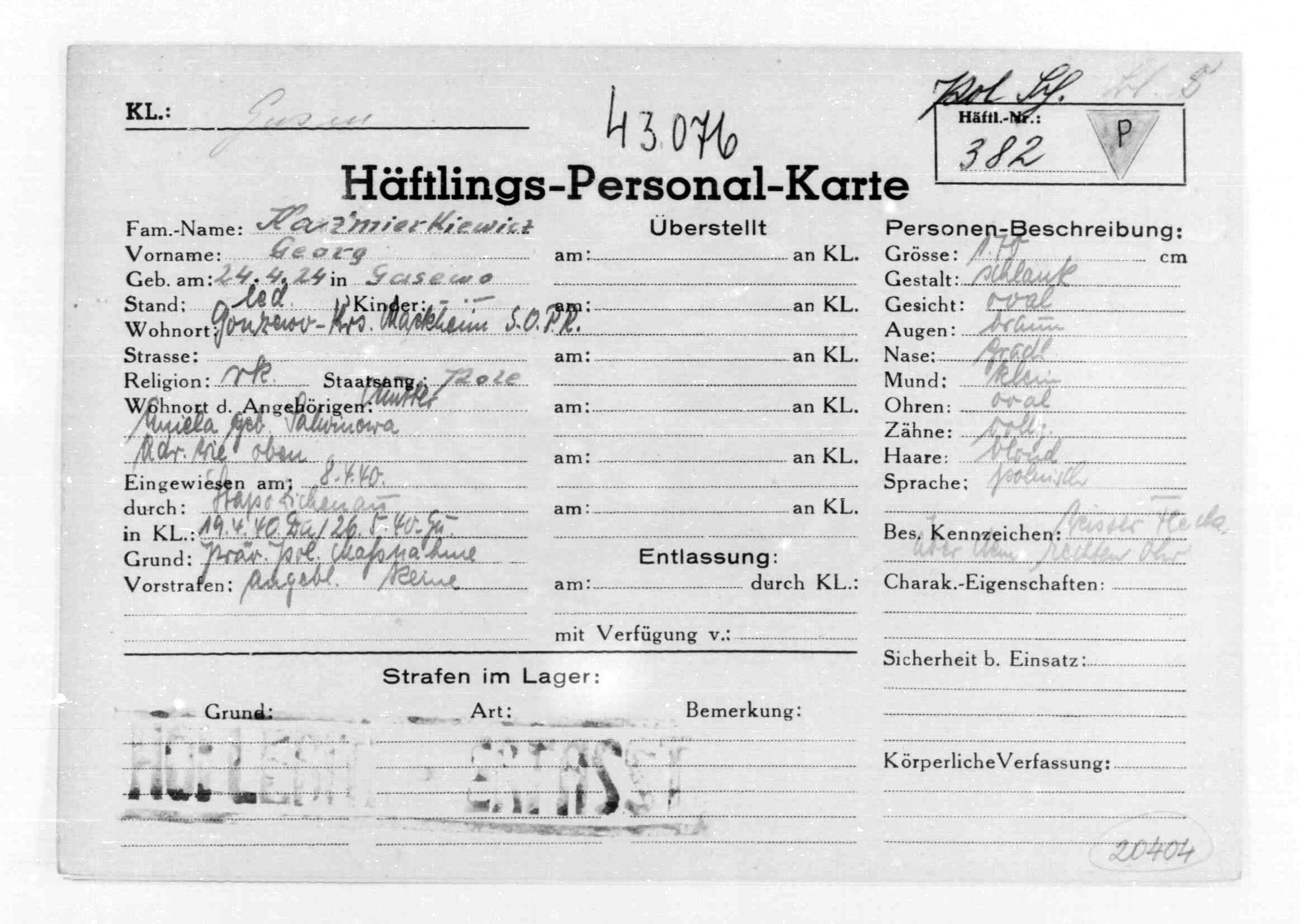
Häftlings-Personal-Karte, modello della carta personale dei prigionieri usato nei lager nazisti. Scheda del prigioniero politico polacco numero 382, Jerzy Kaźmierkiewicz - indicato come Georg Kaźmierkiewicz sul documento - deportato a Gusen.

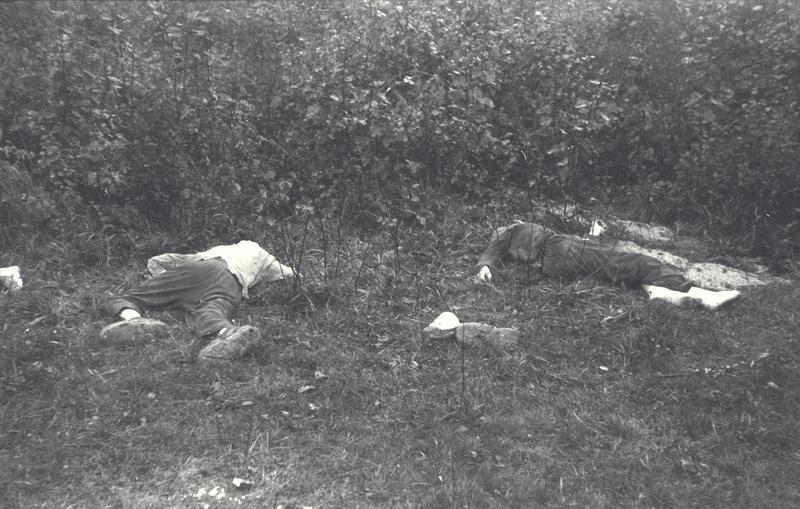
Prigionieri uccisi nel campo di Mauthausen (1941 o 1942).

### Le vittime
- Nicola Amodio (1898-1945), commissario di Polizia in servizio alla questura di La Spezia, cavaliere dell'Ordine della Corona d'Italia, matricola 126010.[129]
- Guido Vittoriano Basile
- Filippo Acciarini (1888-1945), direttore del quotidiano Avanti! nel 1943[130];
- Angelo Antonicelli[131] nato a Massafra il 18 giugno 1919,  partigiano della 78ª Brigata “Garibaldi”, deportato a Mauthausen il 4 febbraio 1945, sopravvissuto al campo e deceduto il 23 febbraio 1988;
- Gian Luigi Banfi (1910–1945), architetto dello studio BBPR. Era già stato prigioniero a Mauthausen nel campo austroungarico della prima guerra mondiale[senza fonte];
- Adelchi Baroncini (1889-1945), operaio, nato il 4 novembre 1889 a Conselice (RA). Partigiano nella 7ª Brigata GAP Garibaldi Gianni. Arrestato nel febbraio del 1944 con moglie e tre figlie. Dislocato a Mauthausen e poi a Gusen, morì nel Castello di Hartheim il 3 gennaio 1945, forse vittima di esperimenti medici. Gli sopravvissero solo due figlie[132];
- Carlo Boscardin (1903-1945), antifascista italiano, nato a Padova il 21 aprile 1903, morto a Mauthausen l'8 marzo 1945. Il Comune di Padova ha dedicato a lui e al fratello Luigi una scuola e una via, entrambe intitolate Fratelli Boscardin;
- Luigi Boscardin (1895-1945), antifascista italiano, nato a Padova il 16 ottobre 1895, morto a Mauthausen il 18 aprile 1945. Il Comune di Padova ha dedicato a lui e al fratello Carlo una scuola e una via, entrambe intitolate Fratelli Boscardin;
- Marcel Callo (1921-1945), scout e attivista cattolico francese, nato a Rennes in Bretagna il 6 dicembre 1921, morto a Mauthausen il 19 marzo 1945. È stato beatificato dal Papa Giovanni Paolo II il 4 ottobre 1987;
- Roberto Camerani, antifascista autore di un libro sulla prigionia;
- Luigi Caronni[133] (Saronno 1906 - Mauthausen 1945) giornalaio, antifascista. Il Comune di Saronno gli ha dedicato una via.
- Roberto Carrara (1915-1945), antifascista italiano;
- Carlo Castellani (1909-1944), calciatore italiano, al quale è stato poi intitolato lo stadio di Empoli;
- Giuseppe Conzato Thiene, veneto;
- Luigi Ercoli (1919-1945), partigiano delle Brigate Fiamme Verdi Tito Speri;
- Torquato Fraccon (1887-1945), partigiano italiano, insignito dallo Stato di Israele del titolo di "Giusto tra le nazioni".
- Piero Garelli, avvocato Di Mondovì(Cuneo), deportato a Gusen dove morì;
- Stanislaw Grzesiuk, poeta polacco;
- Jacopo Lombardini (1892-1945), educatore e predicatore evangelico, di fede cristiana valdese. Si unì alla Resistenza in alta Val Pellice e Germanasca, fu catturato dai nazifascisti e deportato a Mauthausen;
- Francesco Maltagliati (1913-1945), antifascista italiano, nato a Cesate(MI) nel 1913, morto il 23 aprile 1945 a Gusen I. Fu inviato al crematorio ancora vivo, secondo il racconto di Vincenzo Pappalettera;
- Mario Martire (1910-1945), ufficiale pilota della Regia Aeronautica, entrato della Resistenza dopo l'8 settembre, fu denunciato da un delatore fascista, quindi arrestato e deportato a Mauthausen dove morì di fame e di stenti;
- Walter Masetti (1910-1945), antifascista italiano;
- Domenico Pertica antifascista italiano;
- Giacomo Poltronieri, antifascista e partigiano italiano, operaio alla Breda, deportato in seguito all'attentato alla Casa del Fascio di Sesto San Giovanni del 10 febbraio 1944;
- Giacomo Prandina (San Pietro in Gu, 25 luglio 1917 – Gusen, 20 marzo 1945) è stato un ingegnere, militare e partigiano italiano, Medaglia d’Oro al Valor Militare. Richiamato alle armi l'8 settembre, si diede alla macchia e cominciò ad organizzare le bande partigiane del vicentino e del padovano. Si impegnò nell'allestimento dei campi di aviolancio e partecipò a diverse azioni di guerriglia. Nel maggio del 1944 assieme a Luigi Cerchio detto "Gino" ed a Gaetano Bressan "Nino", fonda il "Battaglione Guastatori" della futura divisione "Vicenza". Divenne commissario di divisione ma il 31 ottobre 1944 venne catturato dalle SS. Torturato inutilmente, fu deportato a Mauthausen e poi a Gusen dove morì prima dell'arrivo degli Alleati;
- Kazimierz Prószyński (1875-1945), inventore polacco e regista cinematografico;
- Rossoni Giordano Bruno (1907-1944), ufficiale pilota inviato oltre le linee tedesche per collegamento con le forze partigiane. Fu catturato e inviato a Verona, Bolzano infine a Mauthausen dove venne giustiziato il 27 dicembre 1944. Fu decorato con medaglia d'oro al valore militare.
- Rurik Spolidoro, ufficiale del 10º Reggimento arditi, in seguito si unì alla resistenza;
- Carmelo Salanitro (1894-1945), antifascista italiano;
- Dante Sedini (Varese, 5 gennaio 1905-Güsen, 19 febbraio 1945), antifascista italiano di Sestri Levante (Genova). Il Comune di Sestri Levante gli ha intitolato in sua memoria la via traversa tra via Nazionale e via Vincenzo Fascie ed ha reso disponibile pubblicamente una sua foto nel progetto museale comunale[134];
- Vittorio Staccione (1904-1945), calciatore del Torino, della Cremonese, della Fiorentina, del Cosenza e del Savoia di Torre Annunziata. Campione d'Italia di Calcio con la squadra del Torino nella stagione 1926/27; Catturato a Torino il 12 marzo 1944 dopo aver organizzato gli scioperi nelle fabbriche Torinesi del 1 marzo, deportato il 20 dello stesso mese e morto per gangrena alla gamba destra il 16 marzo 1945;
- Gino Tommasi (1895-1945), comandante militare partigiano nelle Marche. Morto per gli stenti il 5 maggio 1945;
- Annibale Tonelli (+1945), agente di Polizia in servizio alla questura di La Spezia, matricola 126460[129];
- Lodovico Vigilante (1882-1945), commissario di Polizia in servizio alla questura di La Spezia, matricola 126535[129];
- Alfredo Violante (1888-1945), giornalista e antifascista italiano;
- Giuseppe Vitale (Napoli, 29 marzo 1922 - Mauthausen, 25 aprile 1945), ferroviere antifascista;

### I sopravvissuti
- Paolo Boetti (Finale Emilia, 25 gennaio 1901 – Ravenna, 22 dicembre 1965). Maresciallo Maggiore della Guardia di Finanza. Medaglia d'oro al merito civile alla memoria per la sua attività nel salvare gli ebrei e i perseguitati dal nazifascismo.
- Shlomo Venezia (1923-2012), arrestato con la famiglia a Salonicco nell'aprile del 1944, deportato presso il campo di sterminio di Auschwitz, dove fu aggregato, assieme con il fratello Maurice, anch'egli sopravvissuto, al Sonderkommando dei forni crematori di Birkenau. Fu poi deportato a Mauthausen, e a Ebensee, dove fu liberato. È autore di Sonderkommando Auschwitz (vedi qui sotto Bibliografia);
- Lodovico Barbiano di Belgiojoso (1909-2004), architetto dello studio BBPR;
- Agostino Barbieri (1915-2006) scultore e pittore, autore di un ciclo di disegni sull'esperienza della deportazione.
- Jacques Bergier (Odessa, Ukraina, 8 agosto 1912 - Parigi, 23 novembre 1978) Nacque Yakov Mikhaïlovitch Berger (Яков Михайлович Бергер) di origine ebraica. Fu ingegnere chimico, spia, giornalista e scrittore, di nazionalità francese e polacca. Fu arrestato a Lione (Francia) martedì 23 novembre 1943 dalla Gestapo e sottoposto a torture 44 volte. Fu imprigionato nei campi di concentramento nazisti dal marzo 1944 al maggio 1945; dapprima nel campo Neue Bremm, dappoi nel campo Mauthausen-Güsen. Il 5 maggio 1945 il campo fu liberato. Bergier asserì d'aver preso parte all'assedio del capo del campo, Franz Ziereis, e che gli sparò con una pistola sovietica. Tornò in Francia sabato 19 maggio 1945, pesando 35 kg. Fu decorato Cavaliere della Legion d'onore venerdì 2 novembre 1945.
- Francisco Boix, fotografo catalano, comunista internato a Mauthausen con altri resistenti spagnoli. Lavorerà come fotografo documentando le atrocità compiute nel campo e immortalando anche le visite di importanti burocrati nazisti in visita al lager. Prima della liberazione, sottrae 20 000 negativi all'archivio fotografico delle SS. Con le sue dichiarazioni e con le foto-documento prodotte per conto dei nazisti, sarà "testimone" di spicco sia al Processo di Norimberga che al Processo di Dachau;
- Piero Caleffi (1901-1978), senatore, giornalista italiano, sottosegretario alla pubblica istruzione. È autore di Si fa presto a dire fame (vedi qui sotto Bibliografia);
- Aldo Carpi (1886-1973), pittore. È autore di Diario di Gusen (vedi qui sotto Bibliografia);
- Giuseppe Conzato, nato a Thiene (VI), partigiano;
- Józef Cyrankiewicz (1911-1989), primo ministro polacco negli anni 1947-1952, e 1956-1970;
- Leopold Figl (1902-1965), cancelliere austriaco negli anni 1945-1953, e ministro degli esteri negli anni 1953-1959;
- Guido Focacci; (1924-2014), pluridecorato aviatore italiano della specialità aerosiluranti della Regia aeronautica durante la seconda guerra mondiale;
- Andrea Gaggero(1916 -1988), sacerdote e membro del Comitato di Liberazione della Liguria, arrestato nel 1944,  processato, torturato e deportato a Mauthausen, dove entra a far parte della organizzazione clandestina interna. Dopo la Liberazione aderisce al movimento dei Partigiani della Pace e per questa ragione viene processato dal Sant'Uffizio e ridotto allo stato laicale. Dedicherà tutta la vita al movimento per la pace. Le sue memorie sono narrate nel libro Vestìo da omo, Giunti Editore, Firenze 1991.
- Armando Gasiani, di Bologna, contadino e partigiano della 63ª Brigata Bolero, autore dei libri Nessuno mai ci chiese[135] e "Finché avrò voce";
- Ando Gilardi (8.6.1921 - 5.3.2012), partigiano ebreo e comunista, nome di battaglia "Ando"; giornalista e fotografo italiano lavorò per la documentazione fotografica del processo di Norimberga;
- Pietro Iotti (1926-2016), antifascista, e politico italiano;
- Iakovos Kambanellis (1922-2011), poeta e drammaturgo greco, è l'autore del ciclo di poesie Ballata di Mauthausen, musicate da Mikīs Theodōrakīs;
- Carlo Lajolo (1922-2009), partigiano, scrittore. È autore di Morte alla gola (vedi qui sotto Bibliografia);
- Mario Limentani (1923-2014), ebreo. La sua testimonianza è riportata nel libro di Grazia Di Veroli, La scala della morte (vedi qui sotto Bibliografia);
- Silvano Lippi, militare italiano, rifiuta di aderire alla Repubblica Sociale Italiana, e perciò internato, anche a Mauthausen (vedi qui sotto Bibliografia);
- Piero Lodigiani[136] (28.7.1917 - 25.4.2014)-Genovese, partigiano. Ufficiale d'artiglieria, dopo l'8 settembre rientra a Genova dove entra a far parte del gruppo "Otto" del Prof. Balduzzi, un gruppo di ispirazione fermamente liberale che lavorerà in contatto con l'Intelligence Service per far scappare prigionieri inglesi e per organizzare prima sbarchi poi lanci di materiale a supporto dell'attività dei partigiani Italiani. Catturato a inizio estate del 44, viene a lungo torturato dalle SS nella tristemente famosa "Casa dello Studente" di Genova. Trasferito nel campo di Bolzano, dopo un tentativo di fuga fallito viene trasferito in treno a Mauthausen. Nuovo tentativo di fuga durante il viaggio. Arriva al campo a fine del 44. Evade dal campo con un compagno, vengono ripresi e lasciati nudi all'aperto per 3 giorni. Piero sopravvive, anche grazie all'aiuto di alcune detenute del campo, il compagno di fuga invece chiede il ricovero e viene inviato alle camere a gas. Dopo la liberazione del campo, Piero scappa dal campo per tornare in Italia e far partire i soccorsi.
- Terenzio Magliano (Torino, 19 novembre 1912 – Torino, 11 settembre 1989), partigiano, dopo la guerra politico e senatore della Repubblica. È autore del libro Mauthausen, cimitero senza croci.
- Gianfranco Maris (1921-2015), antifascista, presidente dell'ANED. È autore del libro Per ogni pidocchio cinque bastonate (vedi qui sotto Bibliografia);
- Hans Maršálek (1914-2011), militante nella Resistenza austriaca, cofondatore del Comité International de Mauthausen (l'organizzazione clandestina di resistenza attiva a Mauthausen dal 1944), artefice del Museo del Memoriale di Mauthausen;
- Luigi Massignan (1919-2020), psichiatra italiano, direttore dell'Ospedale psichiatrico di Udine e di Padova, libero docente di psichiatria. È autore di 115609 IT, Ricordi di Mauthausen. Ai miei nipoti..., Cleup, Padova 2001;
- Luigi Modonesi, partigiano della brigata Capettini, nome di battaglia "Sparviero", sopravvisse al campo di sterminio e fu vicepresidente ANED sezione di Brescia fino alla morte nel 1996;
- Gilbert Norman, agente del SOE;
- Antonín Novotný (1904-1975), presidente della Cecoslovacchia;
- Giuseppe Ennio Odino (1924-2014), partigiano italiano, presidente dell'Associazione Nazionale Partigiani d'Italia (ANPI) in Belgio, autore dell'autobiografico La mia corsa a tappe (Nº 63783 a Mauthausen), Le Mani, Genova 2008;
- Mario Tendi (Sestri Levante, 27 gennaio 1922-Sestri Levante, 21 giugno 1981), I.M.I. deportato allo Stalag VI di Dortmund (Germania) dopo l'8 settembre 1943; la sua deportazione a Mauthausen-Güsen avvenne mediante una marcia della morte nel dicembre 1944, ove incontrò il concittadino Dante Sedini (poi ivi deceduto); dopo la liberazione, essendo 36 kg per 170 cm, fu inviato dagli Alleati in Scozia e risanato dalla Croce Rossa Internazionale; ritornò a casa per il Natale 1945;
- Ota Šik (1919-2004), economista e politico cecoslovacco;
- Giuliano Pajetta (1915-1988), antifascista e partigiano italiano. Nel dopoguerra divenne un importante dirigente del PCI, insieme al fratello Giancarlo;
- Vincenzo Pappalettera (1919-1998), giovane antifascista italiano, nel 1966 ha pubblicato Tu passerai per il camino circa le torture di Mauthausen;
- Ferdinand Pascal Lenzi d'Alessandro, giovane infermiere ebreo sopravvisse anche al trasferimento ad Auschwitz.
- Raimondo Ricci (1921-2013), antifascista italiano;
- Renato Salvetti (1924-2019), operaio, partigiano italiano, successivamente testimone nelle scuole del territorio cuneese. Sulla sua testimonianza di sopravvissuto è stato pubblicato il libro Sopravvissuto a Mauthausen di Anna Raviglione e Franca di Palma;
- Lamberti Sorrentino, (1899-1993), giornalista storico di fama e amico di Galeazzo Ciano con il quale teneva corrispondenze antitedesche, per questo motivo deportato nel 1944 a Mauthausen. Scrisse l'opera Sognare a Mauthausen (1978);
- Stanislaw Staszewski (1925-1973), poeta e scrittore polacco;
- Italo Tibaldi (1927-2010), partigiano italiano;
- Alfredo De Filippis (1917), rifugiato Italiano;
- Crescenzio Tessari (1891-1966), nato a Monteforte d'Alpone (VR). Deportato a Mauthausen nel 1944, ritornò a casa nel 1945;
- Carlo Todros (1923-2003), giovane ebreo italiano, sopravvisse al campo di sterminio e si impegnò per il ricordo dell'Olocausto;
- Domenico Tosetti, agente di Polizia in servizio alla questura di La Spezia, matricola 126448[129]
- Domenico Valicenti, nato nel 1918 a San Paolo Albanese, operaio, partigiano in Piemonte. Sopravvissuto;
- Ferdinando Valletti (1921-2007), dirigente dell'Alfa Romeo e calciatore[137] italiano, sopravvisse al campo di sterminio condivise la prigionia con Aldo Carpi che aiutò in diverse occasioni e venne da lui citato nel Diario di Gusen;
- Bruno Vasari (1911-2007), partigiano, scrittore italiano. È autore di Mauthausen, bivacco della morte (vedi sotto Bibliografia);
- Simon Wiesenthal (1908-2005), cacciatore di criminali di guerra nazisti e autore, nel 1946 del libro KZ Mauthausen, Bild und Wort (Campo di concentramento di Mauthausen - immagini e parole);
- Giovanni Dal Grande (1924-1987), di Montorso Vicentino, soldato italiano prigioniero dei tedeschi dopo l'8 settembre 1943. La sua tragica storia è stata raccontata nel libro di Candido Lucato "Nani Mave - 21 mesi nei lager tedeschi".
- Ennio Trivellin (Verona, 23 aprile 1928 - Codroipo 16 settembre 2022): la sua vicenda di deportazione è la biografia scritta da Paola Dalli Cani, Come passeri sperduti-Ennio Trivellin, un sedicenne al lager, Cierre Edizioni, 2016
- Angelo Brunelli (1917-2001). Veronese, venne catturato a Roverè Veronese il 12 settembre 1944. Deportato a Mauthausen e a Melk, venne liberato il 5 aprile 1945. Rientrò a Verona il 19 giugno 1945
- Battista Ceriana (Vicenza, 2 giugno 1924 - Treviso, 23 aprile 1989). Partigiano del battaglione veronese "Carlo Montanari". Sopravvissuto a Mauthausen e Melk, «uno dei primi segretari della sezione ANED di Verona»[138].
- Giuseppe Galbani (Ballabio Superiore, 10 ottobre 1926 – Lecco, 25 dicembre 2016). È stato un operaio, autore di memorie sulla deportazione, attivo e instancabile testimone.
- Franco Nardone (Foligno, 27 giugno 1922 - Perugia, 22 settembre 1998). Partigiano del battaglione Garibaldi. Autore dell’autobiografia “Un partigiano a Mauthausen”

## Lista dei sottocampi
- Amstetten (F + M)
- Bachmanning
- Bretstein
- Dipoldsau (Weyer)
- Ebelsberg, ora parte di Linz
- Ebensee
- Eisenerz
- Enns
- Floridsdorf
- Grein
- Großraming
- Gunskirchen
- Gusen I (Langenstein)

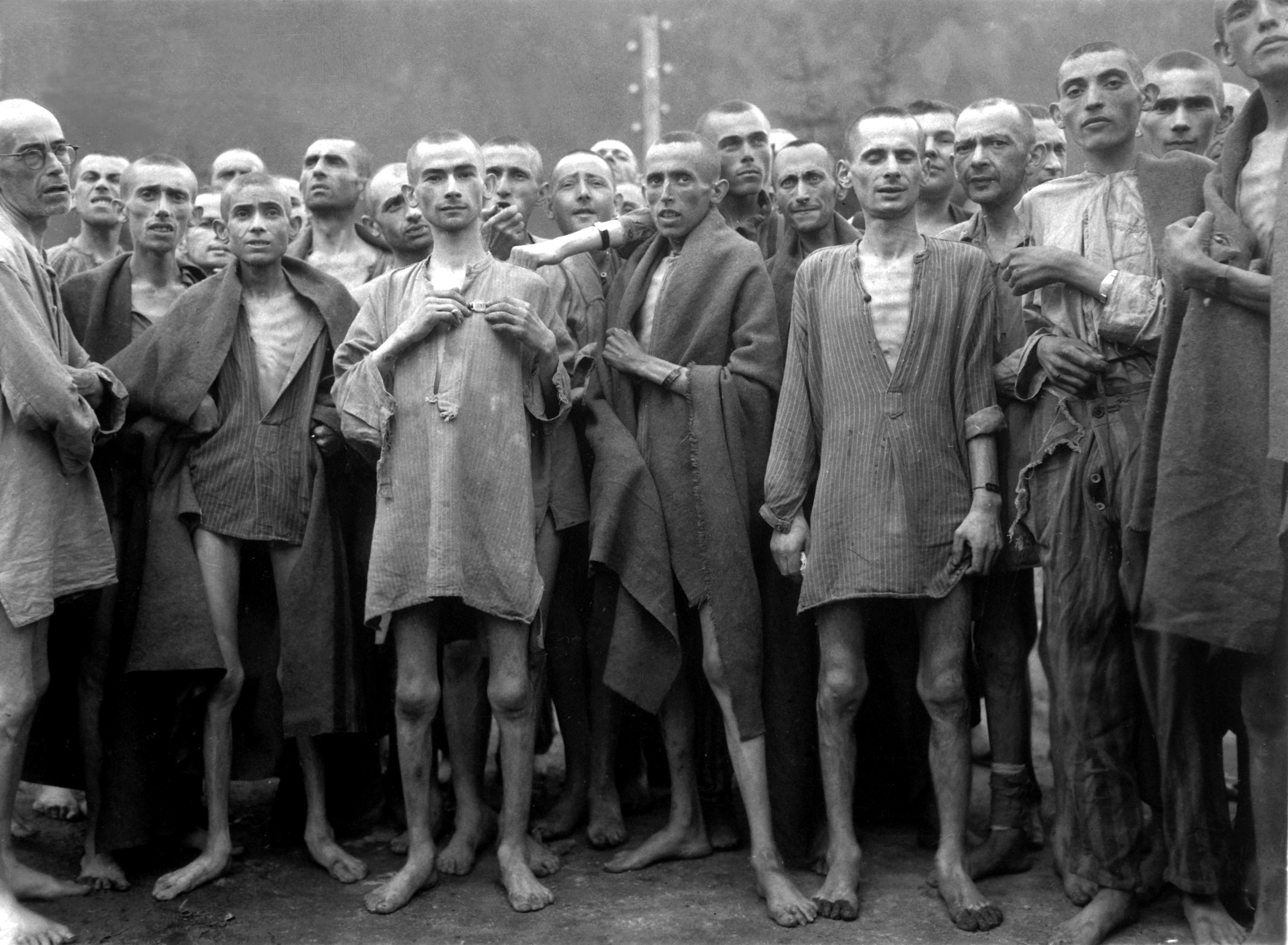
Alcuni sopravvissuti del sottocampo di Ebensee, 7 maggio 1945

- Gusen II (Sankt Georgen an der Gusen)
- Gusen III (Lungitz, Katsdorf)
- Haidfeld (Vösendorf)
- Castello di Hartheim
- Hinterbrühl
- Hirtenberg
- Hollenstein (Kirchberg am Walde)
- Jedlsee (Floridsdorf)
- Klagenfurt am Wörthersee
- Kleblach-Lind
- Lambach
- Leibnitz-Graz, Aflenz a/d Sulm, frazione di Wagna
- Lenzing
- Linz
- Loiblpass
- Maria Lanzendorf
- Melk
- Mistelbach
- Moosbierbaum (Atzenbrugg)
- Passau
- Peggau
- Rheydt
- Ried im Innkreis
- Schloss Mittersill
- Schönbrunn
- Schwechat
- Steyr
- St. Aegid
- St. Lambrecht
- St. Valentin
- Ternberg
- Vöcklabruck
- Wagram
- Wels
- Wien
- Wiener Neudorf
- Wiener Neustadt
- Wien-Haidfeld (Vösendorf)

F = campo femminile - M = campo maschile

## Comandanti del campo
- SS-Hauptsturmführer Albert Sauer (dall'8 agosto 1938 al 17 febbraio 1939);
- SS-Standartenführer Franz Ziereis (dal 17 febbraio 1939 al 5 maggio 1945).[3]

## Processi
Una serie di processi contro il personale del campo (Processi di Mauthausen), si tenne da parte del governo militare americano tra il 1946 e il 1947.

## Film documentari e testimonianze videoregistrate
- KL-Mauthausen, 1986, austriaco, regia di M. Brousek, durata 45'. Un documentario sulla storia del lager con diverse testimonianze di sopravvissuti- (Catalogo dei "film sulla Shoah" riportato dal libro "Memoria della Shoah, dopo i «testimoni»" a cura di Saul Meghnagi, pag. 222, Donzelli Editore, Roma 2007, ISBN 978-88-6036-127-1);
- Pensieri da Mauthausen - Nel 50º anniversario della Liberazione, 1995, italiano, regia di Damiano Bardelloni, durata 15'. Un documentario sulla storia del lager (Seconda Guerra Mondiale - Deportazione e resistenza, link: );
- Testimonianza di Marcello Martini, antifascista italiano di Prato, 29 min 42 s, resa al Mauthausen Memorial di Gusen La testimonianza di Marcello Martini - Mauthausen Memorial alla voce "Eye witnesses"
- Film girato alla liberazione del campo nel 1945 con la testimonianza diretta del tenente americano Jack Taylor, anche lui prigioniero nel lager nazista. Il film contiene scene "crude" sulle condizioni nel campo. Durata: 7.56 min., fonte: Dipartimento di Giustizia degli Stati Uniti d'America e del Nizkor Project.
- Contamination III Le grand Kl. di Cioni Carpi, terzogenito di Aldo Carpi, durata 30', 1966, italiano, 16mm. Film sul campo di concentramento di Auschwitz, e sull'esperienza vissuta da Aldo Carpi e la sua famiglia.[139]
- Il fotografo di Mauthausen, 2018, Thriller/Fiction storica, 1h 50m